# Timgad
Pour les articles homonymes, voir Daïra de Timgad et Timgad (Batna).
Timgad ou Thamugadi (colonie Marciana Traiana Thamugadi en latin), surnommée la « Pompéi de l'Afrique du Nord », est une cité antique située sur le territoire de la commune homonyme de Timgad, dans la wilaya de Batna dans la région des Aurès, au Nord-Est de l'Algérie.
Elle fut fondée par l'empereur romain Trajan en 100 et dotée du statut de colonie. Il s'agit de la dernière « déduction de colonie » en Afrique romaine, c'est-à-dire d'une colonie essentiellement peuplée de citoyens romains (souvent d'ailleurs d'anciens soldats). Bâtie avec ses temples, ses thermes, son forum et son théâtre, la ville, initialement d'une superficie de 12 hectares, finit par en occuper plus de 90. Au vu de son excellent état de conservation et du fait qu'on la considérait comme typique d'une ville romaine, Timgad a été classée au patrimoine mondial de l'humanité par l'UNESCO en 1982. La conservation du site soulève cependant un certain nombre de problèmes.

## Toponymie
Dans l'ancien nom de Timgad, Marciana Trajana Thamugadi, la première partie — Marciana Trajana — est romaine et se rapporte au nom de son fondateur, l'empereur Trajan, et sa sœur Marciana,.
La deuxième partie du nom — Thamugadi — « n'a rien de latin ».
Thamugadi  est le nom berbère du lieu où a été édifiée la ville, à lire Timgad, pluriel de Tamgut, signifiant « pic », « sommet ».
Les mentions du nom de Timgad ont été retrouvées dans la Table de Peutinger, à l'intérieur de l'itinéraire d’Antonin le Pieux et dans des actes de martyrs, ainsi que dans des inscriptions sur place, comme au haut de l'Arc de Trajan jadis. Le nom est à l'accusatif et on peut lire Thamugadi, lorsque le nom a été transcrit par Procope ; la forme i finale est répandue chez les Africains et au génitif, c’est Thamugadis, à l'ablatif, c'est Thamugade et à l'accusatif, on obtient Thamugadem.

## Historique de la ville

### Le site aux origines de la ville
Timgad était située à 21 km de Lambèse sur la voie allant vers Theveste dans une haute plaine étroite s'étirant entre l'Aurès et le djebel Bou Arif. Il s'agit donc d'un site avantageux qui contrôle aussi les voies d'accès à l'Aurès par les vallées de l'oued Abdi et de l'oued Abiod.
Au musée, la ville est à 1 040 m au-dessus de la mer et au fort byzantin, elle est à  1 080 m d’altitude.
Le site est construit sur la pente du renforcement du mont Morris, au côté nord, sur une grande plaine qui est arrosée de l'est à l'ouest par l'oued Soutze qui est constitué par la source de Aïn Morris  et l’oued Merien, au loin également l'oued Soutz rejoint l'oued Taga et forme l'oued Chemora qui devient le lac de Chemora (Barrage de Koudiet Lamdaouar). Timgad était aussi alimenté en eau par la source de l'Aïn Morris à trois kilomètres au sud et peut-être aussi par la source de l'Aïn Cherchar à 11 km au sud-est.
Aux yeux des Romains la région doit alors faire partie de la Gétulie.
Cependant, selon Albert Ballu, Timgad se trouve sur le sol de la Numidie. Et au temps de Sévère, Timgad ne faisait plus partie de la Province d’Afrique.
On ne peut cependant savoir si un habitat préexistait à la colonie romaine ou s'il ne s'agissait que d'un nom de lieu.

### La dernière colonie de déduction en Afrique

Localisation.

C'est en 100 que Trajan fit procéder à la fondation de la cité par la Troisième légion Auguste et son légat Lucius Munatius Gallus,. Les habitants de Timgad avaient donc tous la citoyenneté romaine et furent inscrits dans la tribu Papiria. La colonie prit le nom de colonia Marciana Traiana Thamugadi : Marciana rappelle le nom de la sœur de Trajan et Thamugadi, nom indéclinable et non latin, est vraisemblablement le nom indigène du lieu. On ne sait pas cependant s'il y avait déjà une agglomération africaine sur place : la fondation romaine se déploya cependant comme si elle se trouvait en terrain vierge. Le plan initial de Timgad, quadrangulaire et géométrique atteste que cette fondation suit les principes des gromatici, les arpenteurs romains. La rigueur de la planification de l'espace urbain fit que Timgad est souvent cité comme exemple de ville romaine, il serait toutefois erroné de généraliser à partir de son cas : les plans de villes romaines avaient d'abord pour principe de s'adapter au terrain et aux contraintes du lieu, le parfait déploiement quadrangulaire de Timgad n'est pas une règle absolue, et la colonie légèrement antérieure de Cuicul présente un plan moins régulier. La forte régularité du plan initial a donc parfois conduit à penser que Timgad avait pu être un camp militaire avant d'être une ville, la fondation coloniale réutilisant le tracé des cantonnements militaires : cette hypothèse n'est pas prouvée et rien n'indique que Timgad ait pu servir de camp provisoire à la troisième légion Auguste. La fondation de Timgad prend cependant pleinement son sens lorsqu'on la replace dans l'histoire des déplacements de la légion africaine[réf. nécessaire]. La déduction de la colonie se trouve en effet entre la première installation d'une cohorte légionnaire à Lambèse, en 81, et l'installation définitive de toute la légion vers 115-120. Si Timgad est remarquablement bien situé, il faut reconnaître au site de Lambèse une meilleure position stratégique.[réf. nécessaire]

#### Rôle territorial

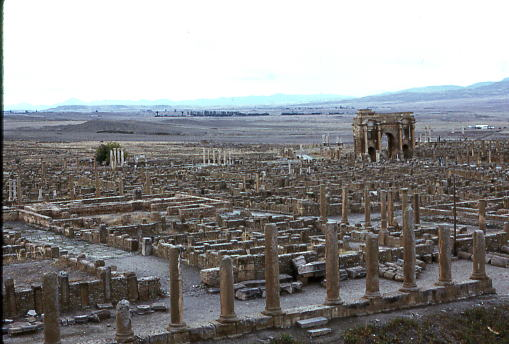
vue d'ensemble.

On a donc souvent vu dans la fondation de Timgad un objectif d'abord purement militaire. Il faut cependant très fortement relativiser la protection militaire que pouvait apporter une colonie de vétérans : passées les premières années, les habitants ne pouvaient guère fournir une force militaire particulière. En revanche la colonie pouvait avoir un rôle militaire indirect : elle pouvait constituer, à terme, un milieu de recrutement pour la légion voisine et surtout par ses productions agraires - céréales et olives - assurer une partie non négligeable de son ravitaillement. Enfin, l'installation de la colonie de Timgad a longtemps été conçue en fonction d'une image erronée du massif de l'Aurès à l'époque romaine.[réf. nécessaire]
On pensa en effet souvent, jusque dans les années 1960-1970, que le massif n'avait pas été pénétré par Rome, et qu'en conséquence il avait constitué un foyer de rébellion et une menace, à l'instar d'autres périodes de l'histoire, et l'on interprétait le dispositif militaire romain comme l'encerclement du massif.[réf. nécessaire] Les prospections archéologiques et l'analyse des photographies aériennes menées par Pierre Morizot ont apporté un démenti à cette image : l'Aurès était cultivé, occupé par un habitat dispersé et la présence militaire y était faible et très ponctuelle. L'archéologie révèle donc une montagne tranquille, sans troubles sérieux, à la vocation essentiellement rurale, à la richesse modeste, mais ouverte à la romanisation et plus tard à la christianisation. Une partie du massif, la vallée de l'oued Taga appartenait donc au territoire de Timgad et constituait un piémont aux productions complémentaires des terroirs céréaliers plus proches de Timgad : olive, bois et petit bétail.[réf. nécessaire] La fondation de la colonie de Timgad ne peut donc pas s'expliquer en termes de nécessité militaire, mais participe plutôt de l'exploitation du territoire provincial et de son maillage par des espaces civiques conçus comme l'effigie du peuple romain, dans le cadre de la politique volontariste d'un empereur soucieux d'expansion. Timgad toutefois fut le dernier cas de déductions collectives de vétérans en Afrique, et par la suite les nouvelles colonies ne furent plus qu'honoraires, c'est-à-dire un titre conféré à une cité sans apport de population romaine.[réf. nécessaire].

### Évolution de la ville

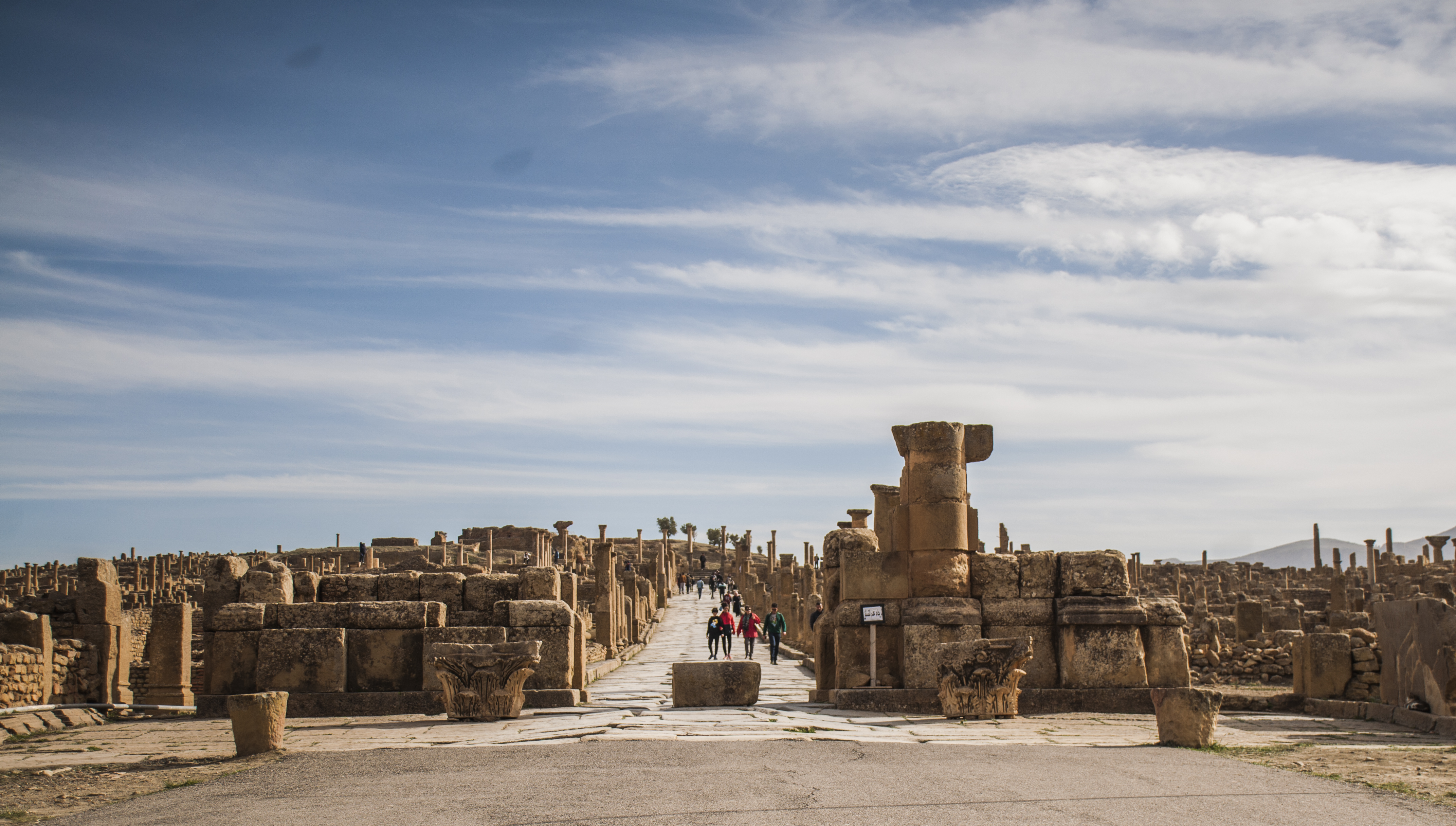
Développement de la ville

La Pax Romana en Numidie a contribué à l'adhésion des populations autochtones romanisées, les citadins berbères pouvaient gravir les échelons du résident, du citoyen romain de l'édile et parfois vers le cursus honorum et d'autres étaient classés équestres ou siégeaient au Sénat, ainsi Timgad faisait partie des villes nouvelles et l'Empereur Trajan employait des légionnaires numides également. La somme honoraire du duumvirat était de 2 000.
Au départ, la ville fut construite par la volonté impériale et une colonie a été implantée. Timgad est une cité civile par rapport à Lambèse. L'absence du nom de la III légion sur le site et des noms des vétérans a été constatée. Au début, les vétérans étaient au nombre de 200 à 400 ou 900. Selon Tacite, les colons n'avaient pas la notion de famille, étant des vétérans militaires, les femmes autochtones ont joué un rôle important probablement pour former la première génération de colons de la ville qui compte environ 3 000 ou 4 000 personnes. De plus, il y avait des résidents et des esclaves.
La population est estimée par C. Courtois de 15 000 au début du IIIe siècle, après l'édification de toutes les structures importantes de la ville.
À côté des quatre angles, à l'intersection des deux voies principales, sont édifiées les différentes constructions municipales. La cité est dotée d'un forum, d'un théâtre, d’un grand marché, d'un temple de Jupiter, d’un Capitole, de deux petits torrents secondaires et des ponts (aujourd'hui détruits). À l'ouest, le grand ravin, le marché et le capitole à droite. Au nord-est, l’Arc de Trajan. 
La ville en tout a une superficie de 800 m2. Sous Trajan, probablement que la route entre Timgad et Theveste fut élaborée. Les unités d'habitation sont enveloppées dans une surface de 400 m2 avec permission de réaménagement.
Timgad avait son évêque, après l’apparition du christianisme, pendant le règne de l'Empereur Valérien, entre 253 et 260, ou durant Dioclétien, entre 284 et 305, la ville a compté des martyrs. L'évêque Novatus de l’Église de Timgad a pris part à un concile à Carthage en 256. Trois Basiliques furent construites durant le IVe siècle. De plus, les fouilles ont prouvé l'existence de plusieurs chapelles, des baptistères, des oratoires et un monastère.
Les habitants de Thamugadi avaient le souci de développer l'art. Plusieurs ustensiles portent des symboles chrétiens ou gravures artistiques, fabriqués dans les ateliers de la ville. Timgad avait ses propres ateliers de céramique et de métallurgie également. Timgad a vécu une prospérité totale, loin des luttes agitant l'empire, elle est citée seulement par des géographes tels que Ptolémée et Procope de Césarée ou par le clergé lors de rares querelles religieuses, de conciles et de persécution. 
La ville a été une des capitales des donatistes de Numidie. Par contre, durant un siècle, les donatistes et les chrétiens étaient en rivalité à Timgad.

#### Politique municipale
Les édiles ont prévu l’accroissement de la ville, la construction des voies reliant Mascula vers l'est et la route vers Lambèse. Ils ont élaboré la construction des portes sous forme d’arc afin qu'elles soient visibles à une bonne distance lors du règne de Marc-Aurèle, ainsi que des thermes au Nord proches de l'actuel musée et qui demeurent dans l'axe de la ville, près de la porte de Cirta. D’autres thermes au sud-est s'agrafent avec les thèmes du Sud. Un grand édifice l’Aqua Septimiana, bâti vers le milieu du IIe siècle et agrandi en 198 pendant le règne de Septime Sévère, situé devant le point d'arrivée des eaux du principal captage d'alimentation de la cité. Caracalla, en 219, édifie le temple des eaux, qui est un des plus beaux monuments d’Afrique, dans la zone du fort byzantin.
De plus, la sortie principale de la ville se trouve à l'ouest au départ de l'axe reliant Lambèse. C’est le travail de l'architecte Alexandre Lézine qui a fait que l'Arc de Trajan (Timgad) soit oblique par rapport au mur de la ville, une transition était ainsi indiquée entre la perspective de la voie décimane intra muros et l'avenue de Lambèse. Un espace fut aménagé en forme de trapèze pour plusieurs édifices importants, le premier pour la fonction religieuse, le deuxième pour le temple du Génie de la colonie et enfin un pour la fonction économique, le marché de Sertius, avec une large exèdre ouvrant sur une cour bordée de portique, avec des corbeaux sculptés à volutes et des feuilles d'acanthe, en forme de relief. Les constructions fussent achevées vers le IIe siècle.
Timgad  s'étend sur 60 ha après la construction du fort byzantin dont 800 m◊ de ruine compacte.

#### Travaux d'aménagement
La Curie avait été probablement édifiée sous Trajan, au début de l'organisation de la colonie, mais les travaux  auraient été entrepris d'une manière hâtive. Sous le règne d’Antonin le Pieux, la ville a été agrandie, elle s'est développée. Les responsables de la ville souhaitaient un cadre plus prospère, alors ils ont modifié la Curie, ils ont refait le dallage du Forum et ils ont établi un dallage près du Temple du Génie de la Colonie. Lors du règne d'Antonin le Pieux, la ville a connu d’importants travaux édilitaires.

#### Destruction et restauration
La ville fut détruite par les Berbères, vers la fin de la domination vandale, en 535. Les habitants ont été chassés pour que personne ne puisse s'établir à l'endroit de la ville, tel est le court récit de 3 lignes de Procope où l'on mentionne Timgad. Après l'arrivée des Byzantins, la ville fut reconstruite en 539, une dédicace, trouvée dans les fouilles, prouve la restauration de la ville ainsi que la construction du fort byzantin et de la citadelle, lors de la campagne de Solomon. Selon une inscription, la chapelle du patrice Grégoire aurait été construite  vers le milieu du VIIe siècle. La ville aurait été catholique au moment de l'arrivée des premiers Arabes.

### Le territoire de la cité
Une ville romaine n'est pas concevable sans sa campagne. Longtemps négligées par l'archéologie, difficiles à appréhender avant la mise au point de techniques de prospection à grande échelle les campagnes des villes romaines sont longtemps restées mal connues. C'est pourtant de son territoire que la cité tirait ses richesses, et de ces richesses dépendait le dynamisme des notables qui la dirigeaient.[réf. nécessaire]

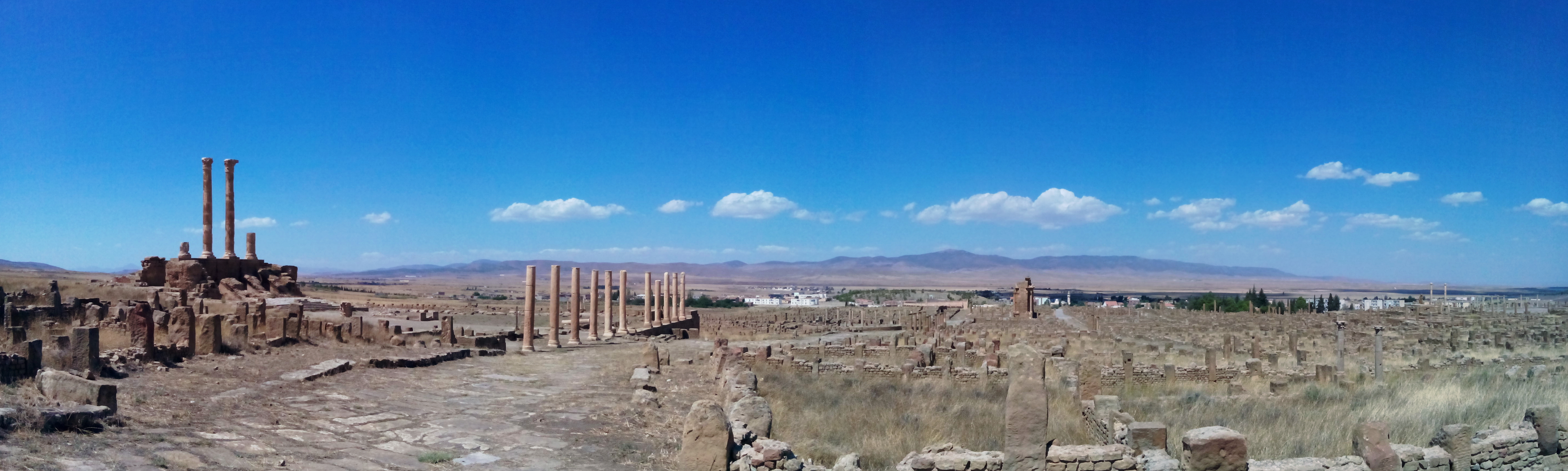
Vue panoramique.

Il est possible de proposer une reconstitution de la composition du territoire de Timgad afin d'évaluer la répartition de la propriété agraire sur sa superficie,,.
Il en ressort l'image d'un territoire finalement assez étroit : 1 500 kilomètres carrés, 150 000 hectares qui n'étaient pas tous exploitables, car des reliefs importants existent dans cet espace. À l'ouest en effet le territoire était assez vite limité, au bout d'une quinzaine de kilomètres, par celui des voisines, Lamafundi et Verecunda. À l'est la situation est similaire et le territoire de Mascula devait se trouver à une vingtaine de kilomètres. Au nord, sur environ 25 kilomètres, les recherches ont révélé un système de centuriations sans doute lié à la fondation de la colonie avec un parcellaire régulier témoignant d'une mise en valeur soignée. Au nord-ouest la plaine révèle des ruines nombreuses et donc une densité d'occupation importante.[réf. nécessaire] Au sud, il est plus difficile de situer la limite du territoire, selon Pierre Morizot il aurait pu aller jusqu'aux sources du Taga au nord du djebel Mahmel.
Le territoire de Timgad pouvait produire des céréales, des olives, productions auxquelles il faut ajouter de l'élevage et l'exploitation des massifs forestiers.
De nombreux vestiges d'huileries et d'établissements agricoles sont attestés sur le territoire de la cité, ainsi à Henchir Taga les prospections ont révélé un vaste bâtiment qui était entouré de 7  à   8 hectares de plantations alignées.
Toutes ces terres n'appartenaient pas à des particuliers. Au contraire, une superficie importante appartenait à l'empereur. Les domaines impériaux, répartis en au moins trois ensembles, étaient gérés par un ou plusieurs  procurateur affranchi à qui il revenait de louer les terres et de les faire fructifier.[réf. nécessaire] La cité comptait environ 280 décurions qui devaient y posséder une superficie minimale, si l'on tient compte des propriétés des gens ordinaires et d'éventuelles possessions par des étrangers à la cité, on ne peut imaginer que le territoire était dominé par de nombreuses grandes propriétés : les habitants du territoire de Timgad n'étaient pas de gros exploitants[réf. nécessaire]. Toutefois, selon Pierre Morizot, des indices épigraphiques laissent à penser que quelques puissantes familles avaient réussi à accaparer les meilleures terres.

### Le bastion du donatisme
Au IVe siècle, la cité se christianise. Si l'on a pu considérer que la réfection du capitole montre le maintien des traditions polythéistes et leur vivacité dans les années 360, la table de patronat d'Aelius Iulianus, ornée d'un chrisme montre clairement l'adhésion forte d'une partie au moins des notables les plus importants de la cité à la nouvelle religion. La même constatation peut être faite à partir des noms des clercs qui figurent à la fin de l'inscription de l'album municipal. La construction, à la périphérie de la cité, de bâtiments religieux chrétiens, dont certains très vastes comme la basilique de l'ouest et ses dépendances, témoigne aussi de l'implantation de la religion nouvelle. La christianisation se fit cependant d'abord dans le contexte troublé d'une division entre chrétiens : Timgad constitua une des places fortes du schisme donatiste qui bouleversa la religion chrétienne en Afrique au IVe siècle.[réf. nécessaire]
Si dès son origine le donatisme était fortement lié à la Numidie, Timgad se distingua surtout lorsque l'Église schismatique dut affronter une opposition de plus en plus forte de la part des catholiques et du pouvoir impérial[réf. nécessaire]. Dès 388, Optatus, l'évêque donatiste de Timgad, rallie des circoncellions et s'appuie sur eux, ainsi que sur la complicité du comte d'Afrique Gildon pour imposer ses vues et pour contrer l'empereur Flavius Honorius en 397. Il est dix ans durant, selon Saint Augustin le gémissement de l'Afrique.
Cet évêque « chef de bande » est finalement arrêté à la mort de Gildon en 398 et finit sa vie en prison. Lors de la conférence de Carthage de 411 figure deux évêques rivaux de Timgad, le catholique Faustinanus et le donatiste Gaudentius. Mais, même après cette conférence, les donatistes de Timgad ne rendent pas les armes et vers 418 leur évêque Gaudentius s'enferme dans son église face au tribun Dulcitius, menace de s'immoler par le feu si on cherche à l'extraire de son église et polémique avec Augustin par courrier interposé.

### Vandales
L'installation d'un royaume vandale en Afrique, après 429, fut le point de départ d'une série d'affrontements qui déterminèrent la fin de Timgad. L'Aurès fut occupé sans doute assez rapidement par les Vandales, et il semble que Genséric ait voulu se réserver la région. L'occupation fut cependant de courte durée[réf. nécessaire]. La région de l'Aurès fut attaquée par les Maures qui prirent possession du massif au plus tard en 484 : Timgad fut prise et évacuée afin qu'aucun ennemi ne puisse s'y installer; la reconquête maure se fit aux dépens des habitants de la ville et des Libyens romanisés du massif. Il ne faut pas pour autant imaginer l'anéantissement radical de la ville et de toute activité : les murailles furent rasées et les habitants déportés selon Procope de Césarée, mais l'archéologie révèle que l'activité agricole se maintenait et que « dans la ville elle-même subsistait une vie précaire ».
Théodose II s’est résigné à signer et Valentinien III a confirmé le nouveau traité de partage en 442 qui était avantageux pour les Vandales. Genséric reçoit une partie de la Numidie, dont Hippone. L’Empire romain se contente des régions pauvres de Numidie, dont Cirta. Le régime de terre était  contrôlé par le roi vandale, ce dernier accapare la terre des riches propriétaires africains romanisés et les charge d’impôts, ce que rapporte Procope, mais selon Victor de Vita, les riches étaient considérés libres. Ce qui est probable, selon Charles-André Julien. Les Berbères romanisés ont mené le même train de vie antérieur. Après la conférence de 484, Maximus et Cardelus, appartenant au clergé de la ville voisine Diana dans la wilaya de Aïn Beida, ont été  envoyés en exil par le roi Hunéric. Après la mort de Genséric, ses successeurs avaient des difficultés face aux tribus locales. L'économie et l’organisation sociale se trouvèrent en crise en Numidie lors du règne de Thrasamund, alors l’hérésie donatiste et la jacquerie en profitant des troubles durant le Ve siècle se soulèvent. Thrasamund riposte fortement, les montagnards de l’Aurès se précipitent sur la ville de Timgad et renversent le pouvoir en place, la population abandonne la ville de Timgad. Après la révolte, des royaumes berbères s'autoproclament, ce fut le cas de Masties qui s’est proclamé empereur entre les années 476 et 477. Une inscription trouvée aux environs d’Arris fait mention de lui, selon Jérôme Carcopino. Son règne dura une quarantaine d'années sur la région des Aurès.

### Byzantins

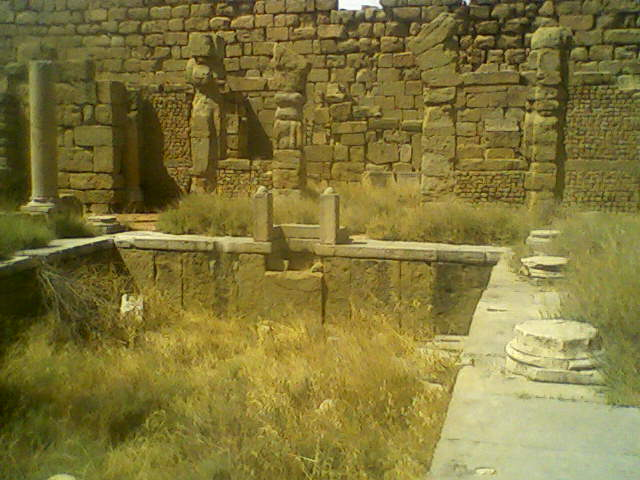
À l'intérieur de la forteresse byzantine, la piscine.

La reconquête byzantine, à partir de 533, changea à nouveau la situation de la région. Les généraux de Justinien entreprirent la reconquête de l'Afrique, devant vaincre d'abord les Vandales puis les Maures révoltés, en particulier Iabdas, le chef des Maures de l'Aurès. C'est le patrice Solomon  qui est chargé de mener une campagne contre lui, campagne qui nous est en partie connue grâce à Procope[réf. nécessaire]. La région de Timgad, que Procope décrit comme une ville détruite, semble avoir été une base de cette campagne. Solomon pille les récoltes  de Timgad et de Lambèse avant de défaire Iabdas.
Ce n'est toutefois que lors de sa seconde campagne, en 539, que Solomon laissa des traces claires de sa présence puisqu'il fit construire le fort byzantin toujours visible sur le site. Ce puissant fort faisait partie d'une opération de fortification plus vaste visant à garantir la région contre une nouvelle attaque des Maures, Procope de Césarée nous apprend en effet qu'outre Timgad, quatre autres villes furent fortifiées dans la région. Le grand nombre d'inscriptions latines tirées du forum de la ville pour servir comme matériau de construction dans le fort montre cependant que Timgad avait passé l'époque de sa splendeur, et que seule la forteresse comptait désormais vraiment. C'est sous ses murs que s'était réorganisée une vie urbaine[réf. nécessaire]. Il faut faire la part dans le récit de Procope des exagérations et des lieux communs, le terroir autour de Timgad semble toujours mis en valeur à cette époque.
Nous ne possédons ensuite que fort peu de sources sur l'histoire de la région, et la fin de la présence byzantine est difficile à préciser[réf. nécessaire]. Il est certain qu'une vie urbaine se maintint dans la région, et la présence d'un christianisme organisé et dynamique est bien visible : dans la région de Batna, des reliques furent consacrées vers 581 et en 645 la dédicace d'une chapelle est attestée à Timgad. Le site ne semble pas avoir été immédiatement délaissé ensuite, mais l'histoire de son abandon complet ne peut actuellement pas être écrite faute de source historique ou archéologique. Au regard des problématiques et des pratiques historiques et archéologiques actuelles, on ne peut que regretter la perte d'information que les techniques de fouilles et les choix historiques des archéologues ont entraînée en négligeant cette période lors du dégagement de la ville : « Lorsque nous entrons aujourd'hui dans une maison, elle apparaît telle que l'architecte des Monuments historiques voulut qu'elle fût. C'est-à-dire vidée des couches tardives et des remaniements qui auraient pu témoigner d'un devenir, notons pour le présent cet effacement de toute une tranche du passé qui n'a pas été digne d'être conservée. Ce qui occulte la longue durée et réduit le passé à une image à laquelle on ne saurait se fier » et il est impossible de décrire ce qu'était Timgad lors de la conquête musulmane du Maghreb.[réf. nécessaire]

## Les institutions  et les notables de la cité

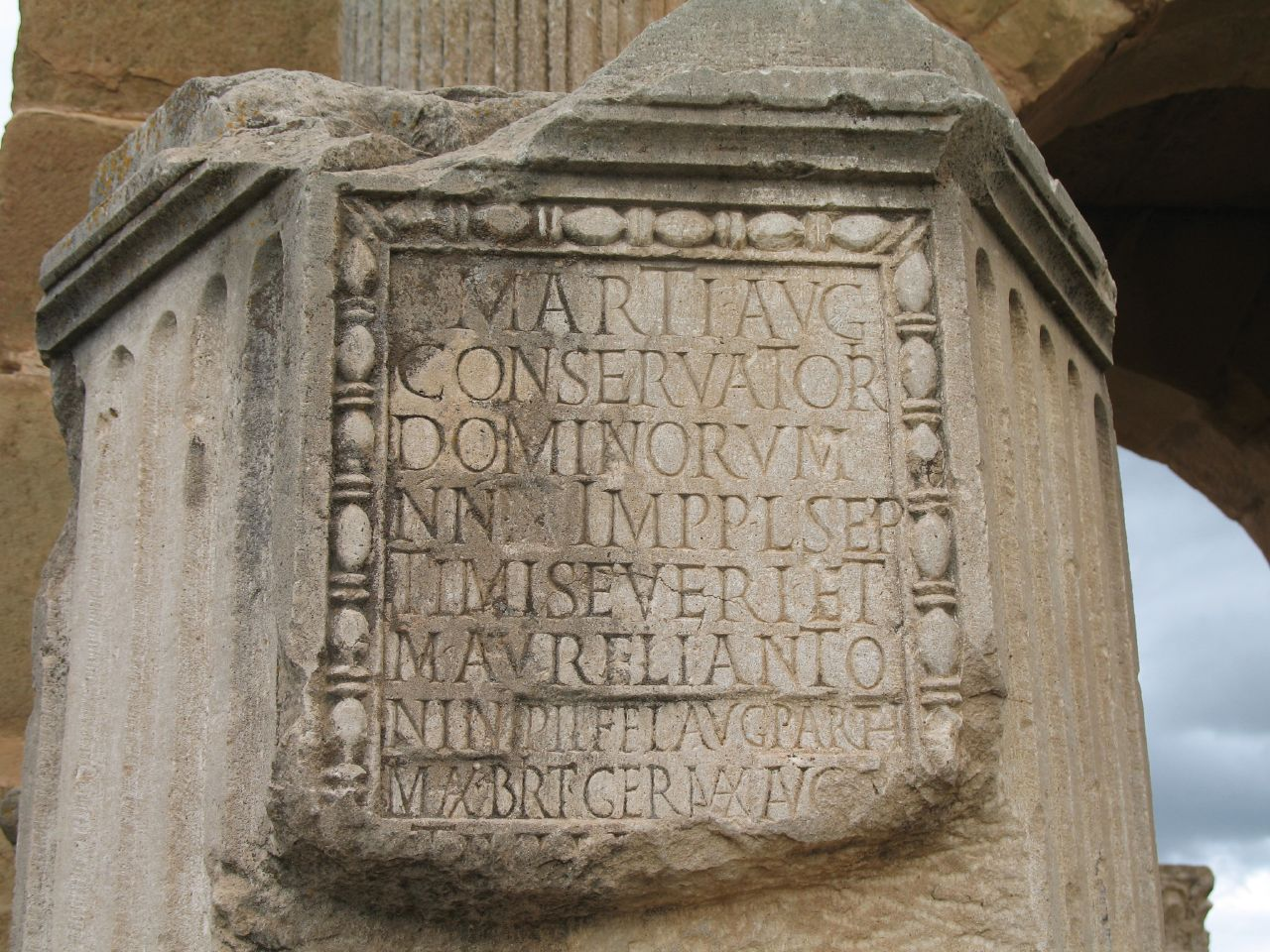
Inscription latine élevée à Mars en l'honneur des empereurs Septime Sévère, Caracalla et Geta, le nom de ce dernier ayant été effacé puis masqué par les titres de Caracalla.

Timgad est une colonie romaine avec ses institutions civiques reproduisant le système romain ; pendant sa fondation, la ville a dû recevoir une lex coloniae fixant ses institutions comme dans le cas de la lex Ursonensis. 
À l'intérieur de la curie, un album municipal contenant les noms des membres de la curie est trouvé par Émile Masqueray, il a été rapporté au Musée du Louvre, et un autre a été retrouvé par Edmond Duthoit, mais incomplet,,.
L'album municipal de Timgad, établi durant la seconde moitié du IVe siècle, compte une liste de 263 personnes, dont 55 noms incomplets. Deux groupes d'élite apparaissent, les flamines perpétuels et les honorati, probablement, les deux forment la masse dirigeante de la ville.
Un autre document dit l'ordo de salutation, il a été découvert en 1940 par Charles Goudet au fort byzantin à Timgad, il fut gravé en 282 probablement à la mémoire de l'empereur Carus, puis martelé après sa disparition. Il mesure  1 m et 29 cm de longueur et 39 cm de largeur et a une épaisseur de 28 cm.
Lors du règne de l’empereur Julien en 363, la liberté du culte est proclamée, les chrétiens rentraient dans la loi commune, ce que Leschi a indiqué à propos de l’ album de Timgad et ce qui a conduit après aux troubles en Numidie impliquant les chrétiens, les donatistes et les circoncellions.

### L'ordo (conseil des décurions)
Timgad était appelée Respublica Thamugadensium et son conseil des décurions avait le nom de splendidissimus ordo. L'Ordre décurional de Timgad est un des mieux connus du monde romain en raison de la présence à Timgad d'un document exceptionnel, l'album municipal, qui fut établi par l'Empereur Julien. Cet album énumère les catégories des honorati, y figure en premier les clarissimi, ensuite les perfectissimi (deux uniquement) et les sacerdotales (deux seulement). Les autres catégories d'honorati ne sont pas représentées dans la ville de Timgad.
Les noms ne diffèrent pas par rapport à la fonction ou à la confession, un religieux ou un païen peuvent avoir le même nom à Timgad au IVe siècle.
Les honoratis ne siègent plus au sein de la curie ni dans les affaires de la ville; les décurions et les magistrats annuels sont les responsables des décisions et de l’exécution sur le plan local uniquement.

### Les magistratures
Les magistrats annuels au Haut Empire et titulaires sont au nombre de sept, deux duumvirs, deux édiles, un curateur et deux questeurs.
Il semble que les titres ainsi que le nombre de questeurs, d’édiles et de duumvirs sont restés les mêmes jusqu'à l'arrivée des Vandales. Leur nombre est faible par rapport aux autres titres, il avait probablement moins d’honneur que les flaminats perpétuels.

#### Les duumvirs
Deux duumvirs sont mentionnés sur l'Album, avec le statut de Magistrat annuel. Le nombre n’était pas important probablement à cause des lois qui interdisaient les dispenses des charges municipales aux egregii.
P. Iulius Liberalis, natif de Timgad, faisant partie de la tribu des Papiria, officiant du culte Impérial, il a exercé la fonction de questeur et  de grand-prêtre dans la province Afrique puisqu'au temps de Sévère, la Numidie n’était plus rattachée à la province  d'Afrique. Il semble avoir eu un mandat de preafectuus jure dicumdo, a pu être deux fois duumvir ordinaire et ensuite, il a obtenu le poste de duumvir quinquennal. À la fin de sa carrière, il a reçu le titre de perpetuus flamine à Thysdrus et ensuite à Timgad, selon les inscriptions trouvées à Thamugadi. P. Iulius Liberalis a édifié une fontaine à Timgad.

#### Édiles, questeurs et curateur
Deux édiles sont inscrits sur l'Album ayant le statut de Magistrat annuel.
Après la liste des magistrats annuels, il y a seulement deux édiles et deux questeurs, mais après la mention de la catégorie questeurs sur l'album, un seul est inscrit, Vitillius Saturninus. Les Pontifes et augures sont également des édiles, mais ils ont un rang moins important que les flamines.
Un curateur  au Bas-Empire est nommé du nom Octavirus Sosinianus et en même temps, il est flamine et responsable de la rédaction de l’album.

### Les prêtrises

#### Pontificat et augurat
L'album de Timgad montre qu'il y avait quatre pontifes et quatre augures dans la cité. Il est possible que ces prêtrises aient été annuelles, comme les autres charges.

#### Flaminat

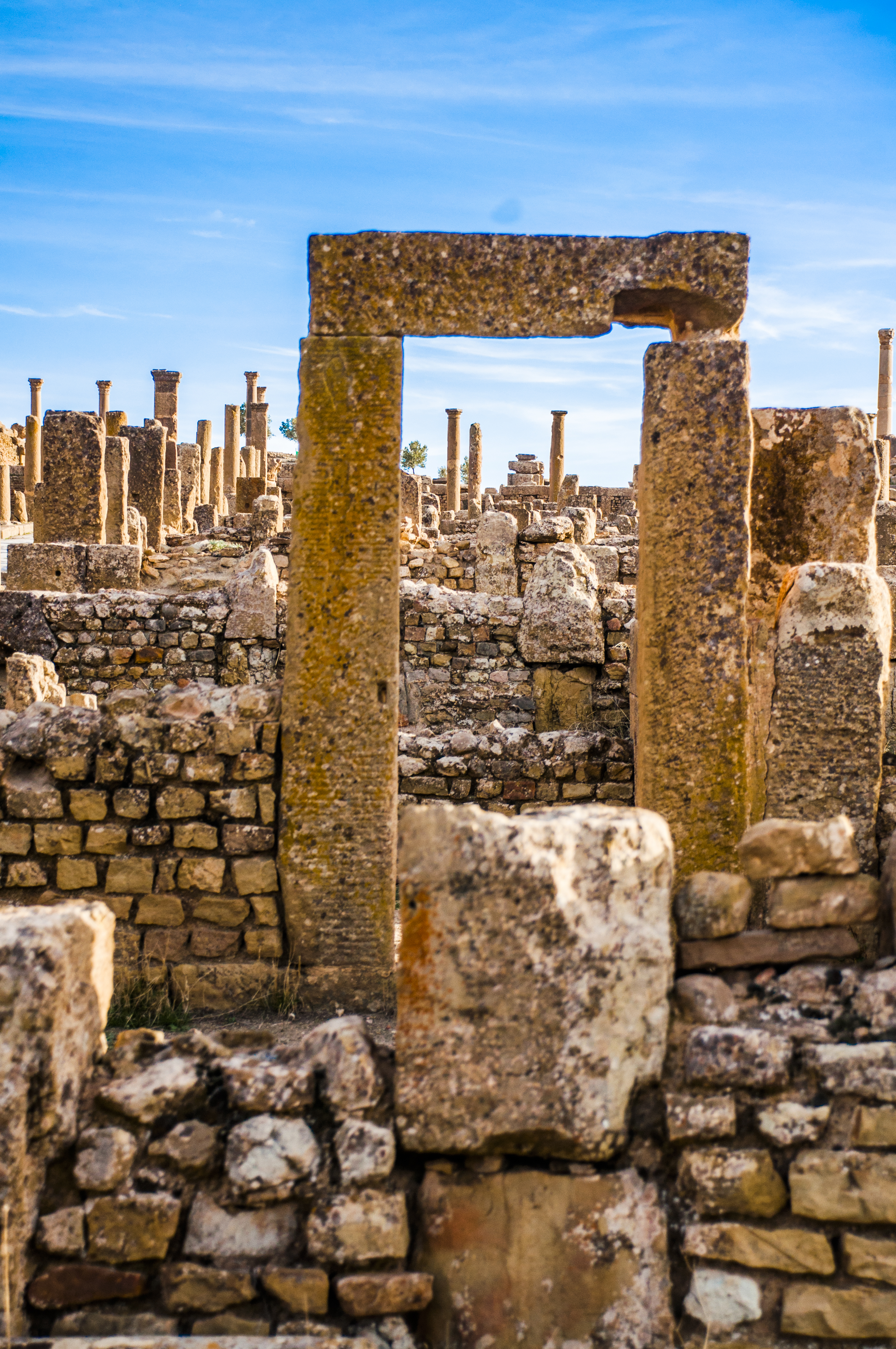
Maison.

Le flamine à Timgad était chargé du culte impérial. Il était assisté d'une flaminique qui n'était pas nécessairement sa femme. Son titre de flamine perpétuel était conservé à vie après un an d'exercice effectif de la fonction. Si l'accession à la charge « était relativement indépendante du cursus des magistratures municipales », il s'agissait de la plus haute dignité à Timgad et elle couronnait une grande notoriété et une forte honorabilité. Cela donnait aux titulaires de la charge une visibilité certaine, on en connaît donc un nombre important. Henriette Pavis d'Escurac en 1980 en a recensé 55, ainsi que 6 flaminiques. Le coût de la charge et l'honorabilité qu'elle procurait explique sans doute que l'on retrouve parmi les flamines de Timgad, de manière récurrente, les membres de quelques grandes familles de la cité, les Flavii et les Caelii, les Annii, les Plotii, les Pompeii. Cela explique aussi l'entrée d'un certain nombre de ces flamines dans l'ordre équestre (Pavis d'Escurac en recense sept), sans qu'ils n'aient fait toutefois de véritable carrière. L'ascension sociale vers les ordres supérieurs de l'empire pouvait prendre plusieurs générations, on sait ainsi que la fille d'un flamine, Arminia Paulina épousa un sénateur puis le procurateur Caius Annius Flavianus.
Sous le Haut-Empire, la somme honoraire du flaminat à Timgad était fixée à 10 000 sesterces, mais on attendait aussi de candidats des actes d'évergétisme en complément de cette somme, comme la distribution de nourriture, des dons de jeux scéniques, l'érection de statues pour les statues de Marc Aurèle et d'Antonin le Pieux par Marcus Caelius Saturninus ou les statues érigées au théâtre pour la famille de Caracalla par Pompeius Pudentianus ou la réalisation de constructions. Pour cette raison et parce qu'ils appartenaient au sommet de l'aristocratie de Timgad, les flamines ont laissé une empreinte notable dans l'urbanisme de Timgad : temple du Génie de la colonie, marché de Sertius, fontaine monumentale du flamine Julius Liberalis. Durant l'Antiquité tardive, la fonction a perdu de son caractère religieux pour devenir avant tout l'expression de la loyauté de la cité envers le pouvoir souverain, il y eut donc des flamines chrétiens comme le cas est attesté pour Aelius Iulianus.
À Timgad, il y avait des femmes chargées du culte impérial. Manlia Pudentilla était  flaminique et clarissime et certaines flaminiques appartiennent à des familles de chevaliers comme Flavia Procilla. Cornelia Valentina Tucciana est flaminique et épouse d'un chevalier, elle a le titre honestae memoriae femina. Enfin Iulia Vic, elle l’est aussi.

### Les Augustales et l’ordo augustalium
Les Augustales participaient à l'organisation du culte impérial dans la cité. Ils étaient souvent de riches affranchis et le statut d'Augustale leur donnait une dignité venant après celle des décurions. On ne connaît nominalement à Timgad qu'un Augustale, Valerius Carpus,. Les Augustales étaient organisés en un ordo augustalium qui fonctionnait comme un collège et possédait une caisse (arca augustalium)[réf. nécessaire]. Les Augustales de Timgad ont ainsi financé la restauration du temple de Cérès.

### Les curies
Les curies, qu'il ne faut pas confondre avec la curie, local accueillant le conseil des décurions, étaient des assemblées de citoyens de la cité qui avaient au départ un rôle électoral de section de vote sur le modèle des comices romains. Particulièrement bien connues en Afrique, elles eurent aussi un important rôle dans la sociabilité civique comme le montre le cas de la curie de Jupiter à Simitthus. Si bien qu'on a pu parfois les considérer comme « des « clubs de plébéiens » assez fermés », même si cela n'empêche pas qu'elles ont pu conserver un rôle politique. L'analyse de la liste des 52 membres de la curia Commodiana connus à Timgad vers 211 montre en effet une population appartenant plutôt aux couches moyennes et élevées de la société de Timgad. La curia Commodiana avait été créée pour honorer l'empereur Commode. On connaît aussi à Timgad une curia Marcia qui doit remonter aux origines de la colonie.

### Les collèges
Sans être à proprement parler des institutions officielles de la cité, les collèges participaient à la vie civique. Ils se plaçaient sous le patronage de grands personnages locaux et participaient aux fêtes de la cité. On connaît à Timgad le collège des Dendrophore.

### Les patrons de la cité
Le légat D. Fonteius Frontinianus, qui était en poste à Lambèse de 160 à 162, a été coopté patron de Timgad ; l'album municipal de Timgad  mentionne  l’existence de six patrons, cinq d'entre eux de rang sénatorial, durant la première moitié de l’année 363,. Le nombre des patrons s’expliquait possiblement du fait du choix des différents clans à l'intérieur de la curie et les clans pouvaient trouver un appui pour renforcer leur position locale.

## Le site et ses monuments

### Le forum

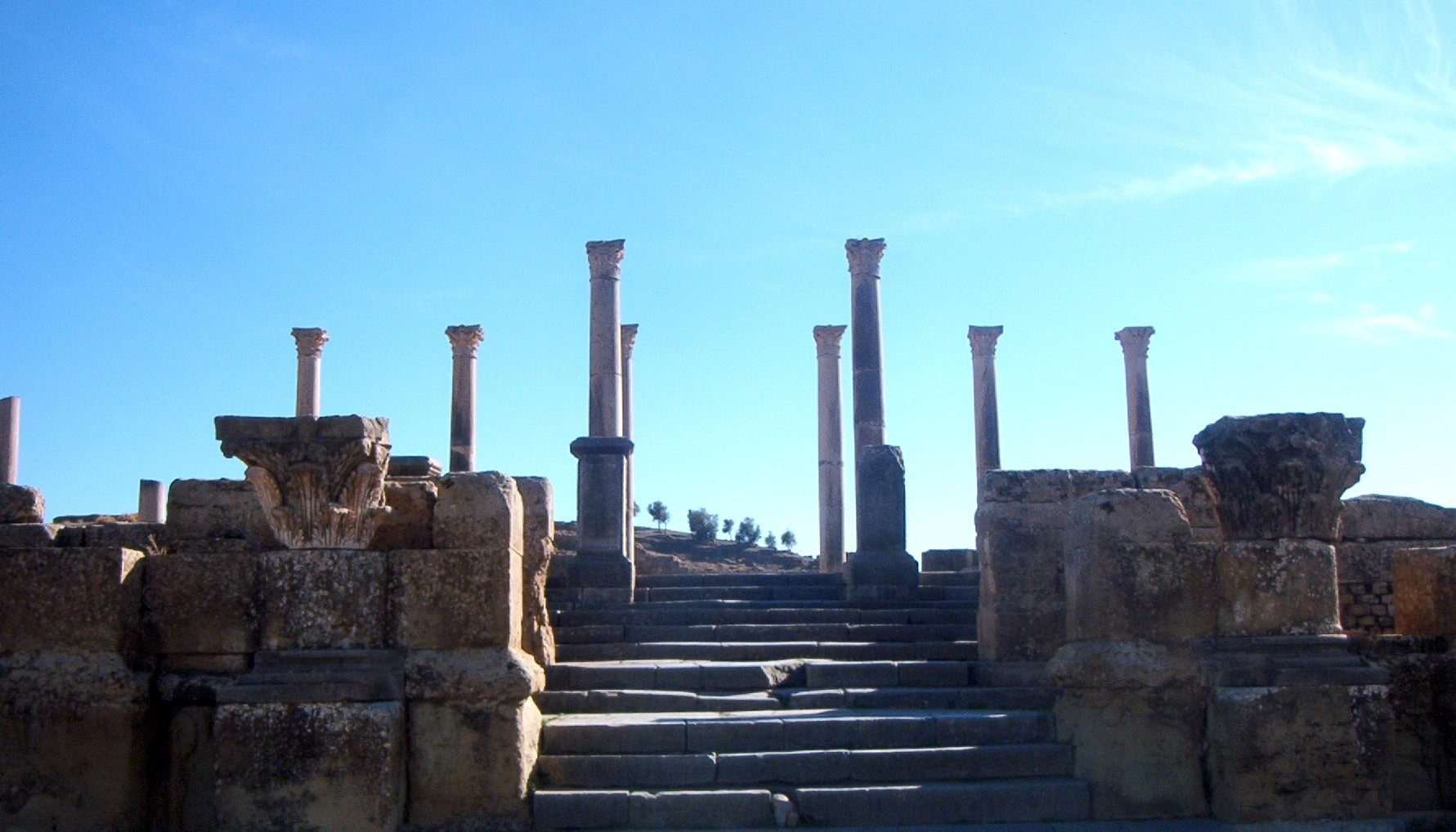
Entrée du forum.
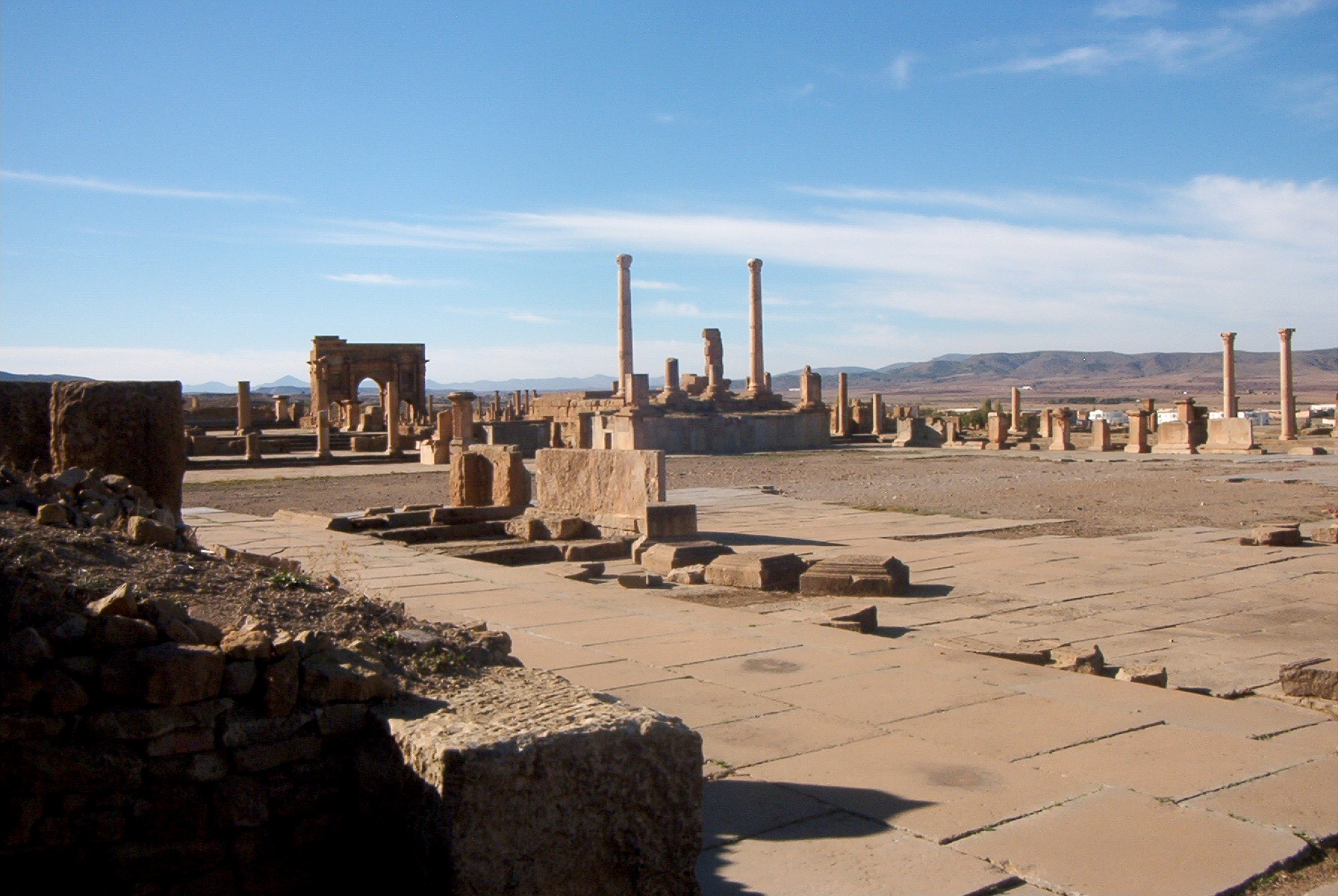
Le forum.
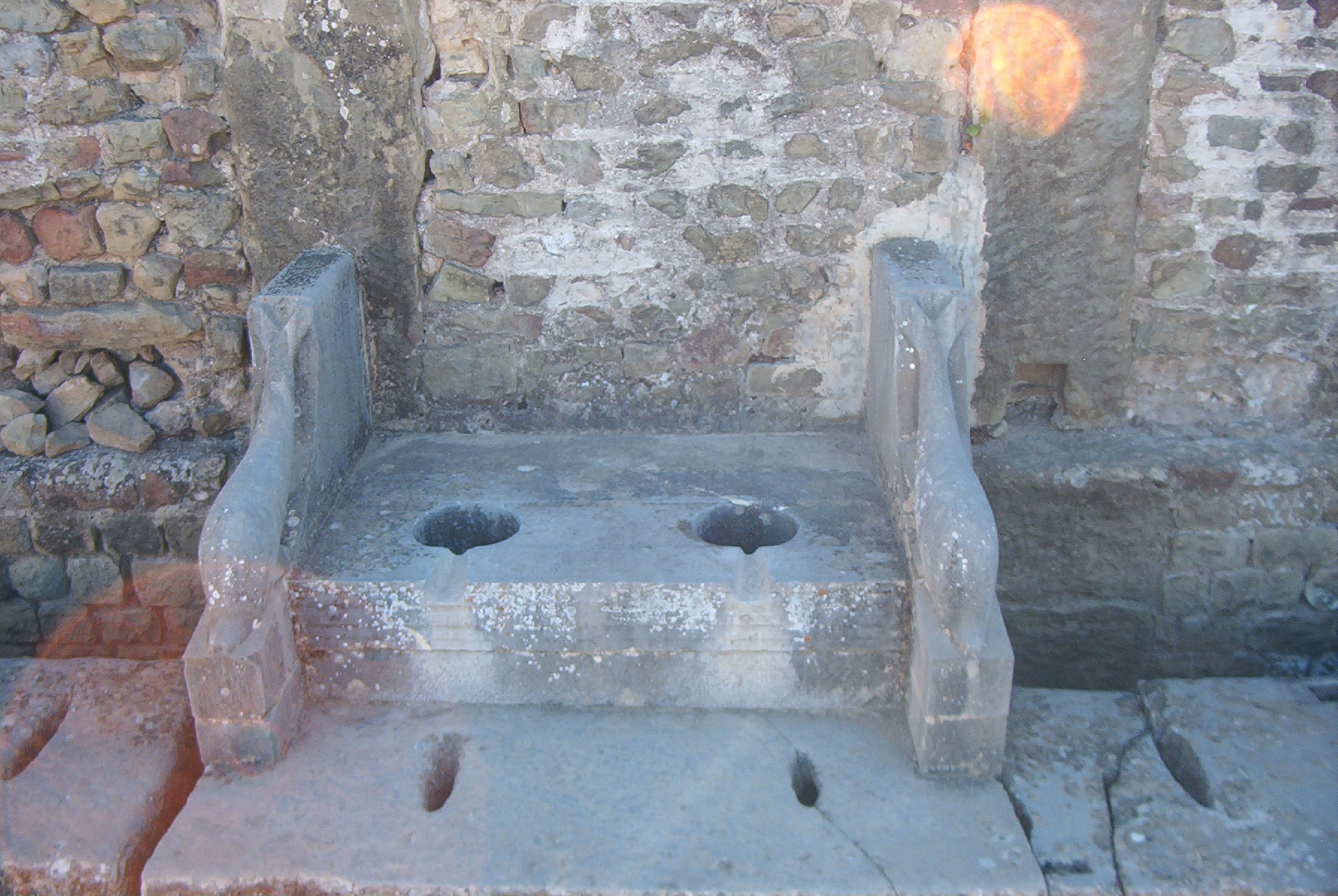
Les latrines du forum.

Le forum et le théâtre de Timgad sont situés au cœur du quadrilatère de la ville originale, où ils occupent plusieurs des îlots définis par la trame des rues orthogonales. La construction du forum fut financée par la cité. Sa construction commença sans doute peu de temps après la fondation de la ville. Le forum, de plan rectangulaire et bordé par quatre portiques délimitait un espace fermé, ordonné, accueillant de nombreuses activités, il formait le cœur politique et social de la cité. Il abritait la curie où se rassemblait l'ordre décurional ainsi qu'une basilique civile et un seul temple. Ce dernier, de taille assez modeste, est proche d'un des angles du forum et semble avoir été dédié à la Victoire. C'est un édifice tétrastyle, c'est-à-dire que la façade compte quatre colonnes, élevées sur un podium[réf. nécessaire]. Édifiée en 116-117, la curie est en forme rectangulaire avec trois baies, le fond est occupé par une estrade comprenant des sièges mobiles, sa salle était précédée d'un portique, revêtue de marbre et ornée de quatre statues dont une dédiée à la Concorde de l'ordo et une dédiée à la Victoire. Élevée un peu plus tard, la basilique lui faisait face, occupant la façade orientale du forum. Une abside au nord donnait une axialité à cette vaste salle qui accueillait les activités judiciaires, une tribune occupait l'un des petits côtés et permettait aux juges de siéger. Le forum était décoré de nombreuses statues, au moins une trentaine, dont on a retrouvé les bases portant des inscriptions.[réf. nécessaire] Ce forum ne fut peut-être jamais achevé selon son plan original, puisque le Capitole ne fut pas intégré au forum, mais construit à l'extérieur des murailles originales : l'expansion de la ville avait conduit à reconsidérer son plan

### Le théâtre

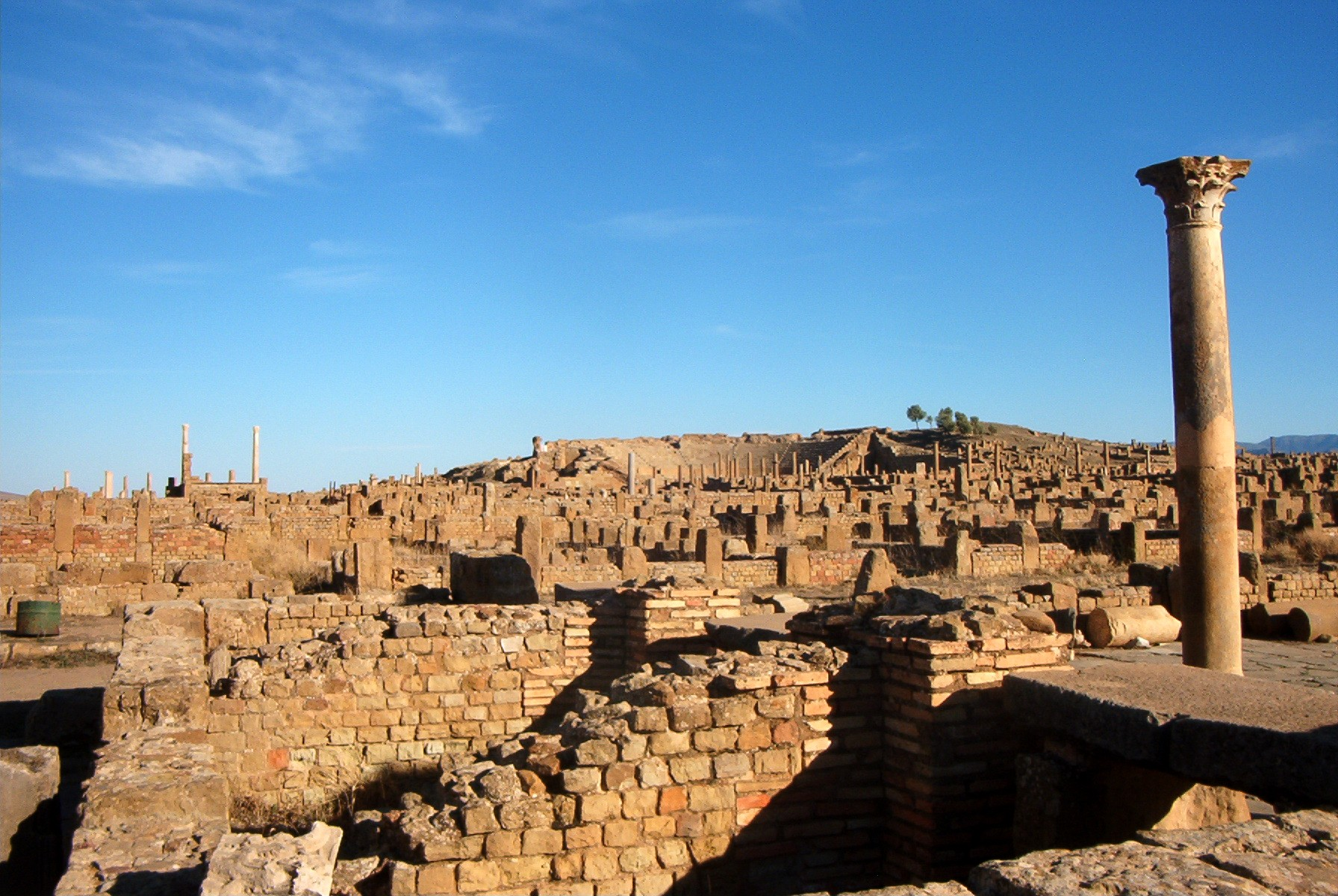
Le théâtre vu depuis le quartier de Sertius.
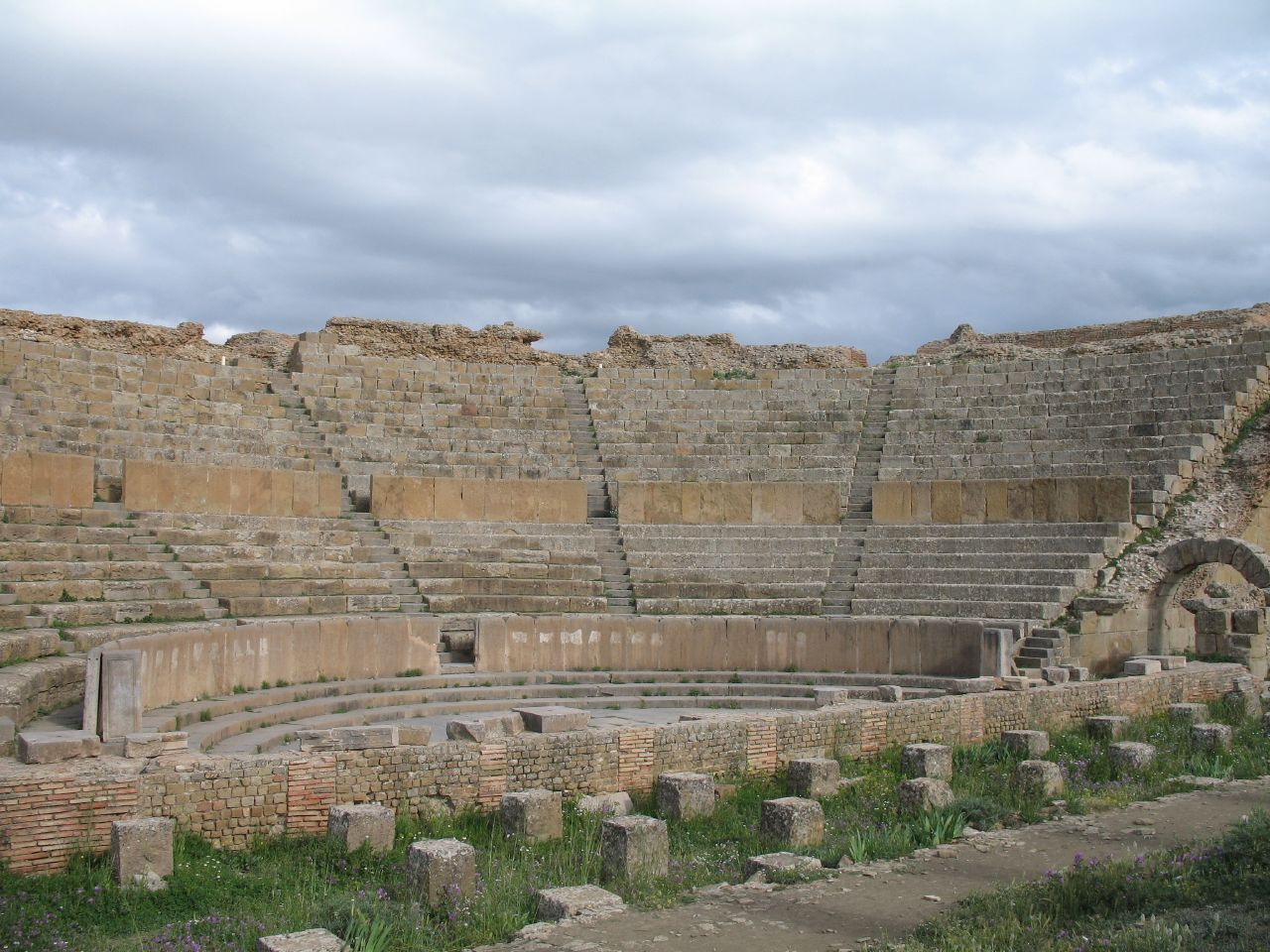
la cavea du théâtre.
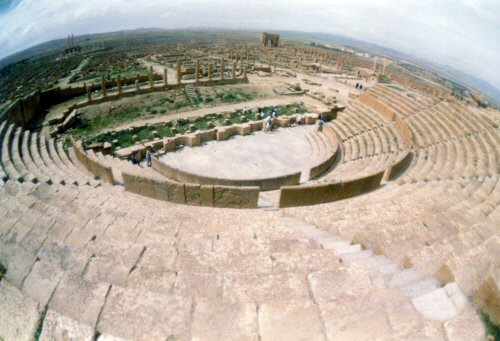
Vue du site depuis le sommet du théâtre.
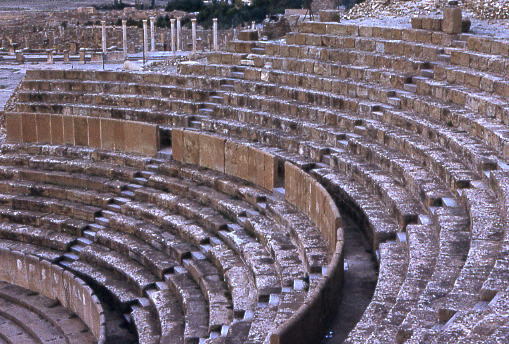
Le théâtre, les gradins.

Le théâtre est le principal édifice de spectacle à Timgad où l'on n'a pas retrouvé trace d'un amphithéâtre, mais il a pu en exister un en bois à titre temporaire. Situé au sud du forum, au flanc d'une colline, le théâtre, avec une cavea de 63 mètres de diamètre, pouvait accueillir environ 3 500 personnes. La base d'une statue de Mercure, élevée pour le salut des empereurs Septime Sévère et Caracalla y célébrait les jeux scéniques donnés par Lucius Germeus Silvanus, pour l'honneur de ses fonctions d'augure : à Timgad comme ailleurs la vie municipale n'était pas séparable des fêtes et spectacles, avec plus ou moins de fastes en fonction de l'évergétisme des notables.[réf. nécessaire]
Plusieurs fissures au sein du théâtre antique sont visibles. Un nouveau théâtre a été construit pour accueillir le Festival international de musique de Timgad, entre le temple de Saturne et les grands thermes du nord et à l’extérieur de la frontière du site antique.

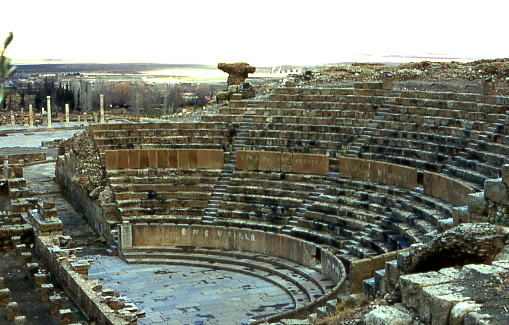
La cavea : le bloc de maçonnerie visible en haut au centre permet de situer la photographie suivante
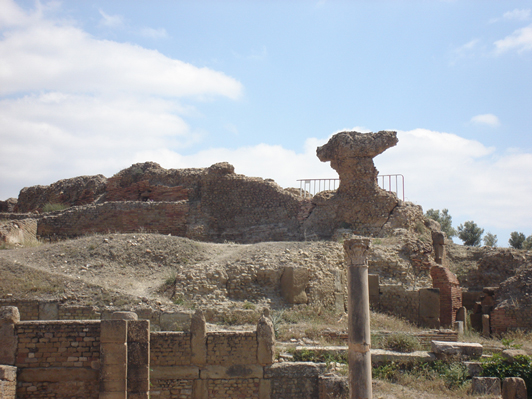
La partie haute du mur postérieur de la cavea, deux fissures sont visibles dans la maçonnerie antique

### Le temple de Cérès
Le temple de Cérès se trouvait à proximité du théâtre. Entre 139 et 161, sa restauration intégrale a été financée par l'ordo augustalium, composé des flamines, dont Valerius Carpus qui était influent  et faisait partie des flamines responsable de l'organisation du culte impérial à Timgad et P. Actius Silvanus adepte du culte Cérès. L'argent de la restauration du temple venait de la caisse du collège; les adeptes du temple, les Augustales ne dépendaient pas de la caisse publique municipale.

### La bibliothèque

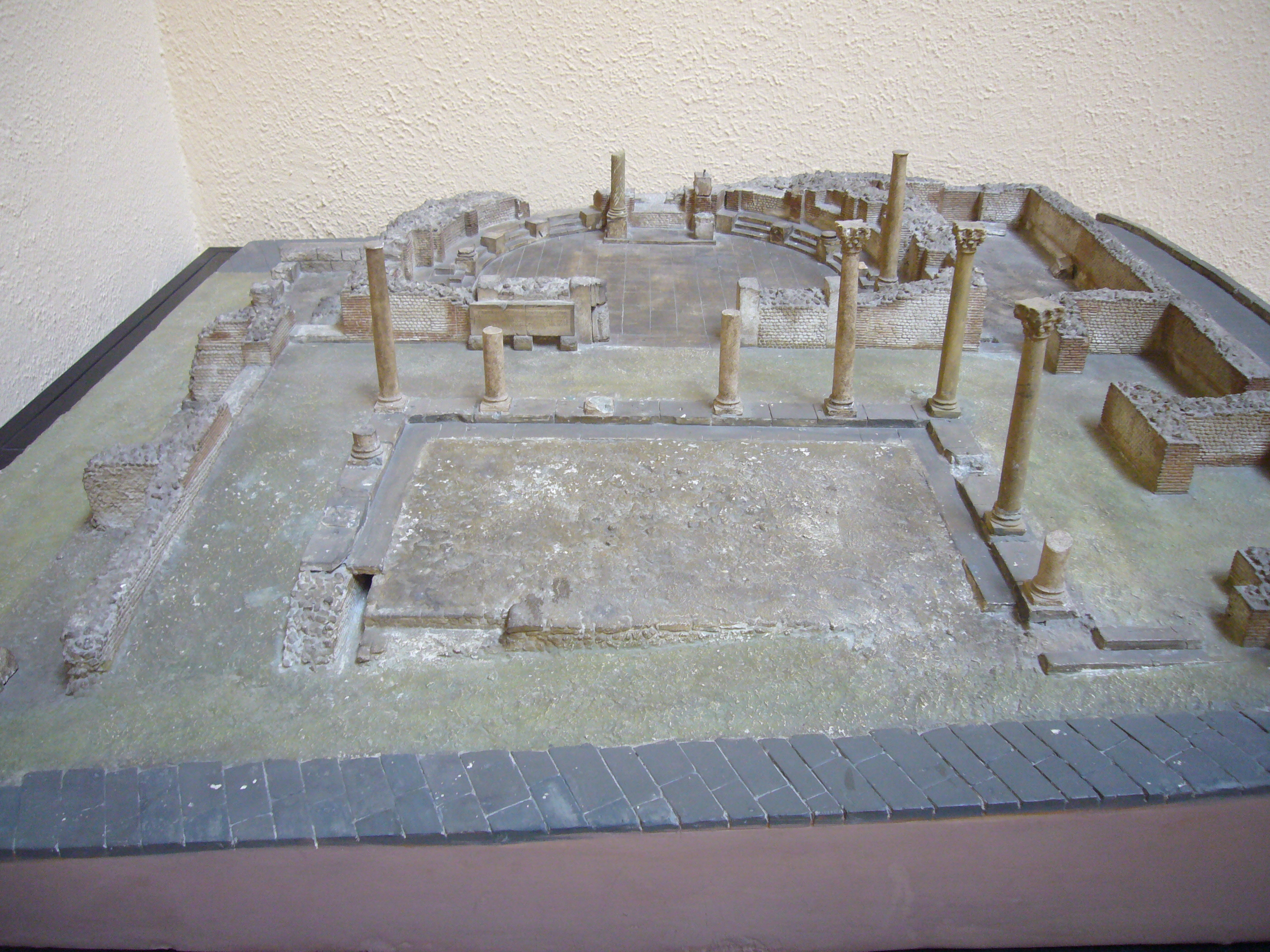
Maquette de la bibliothèque au Museo della civiltà romana à Rome.
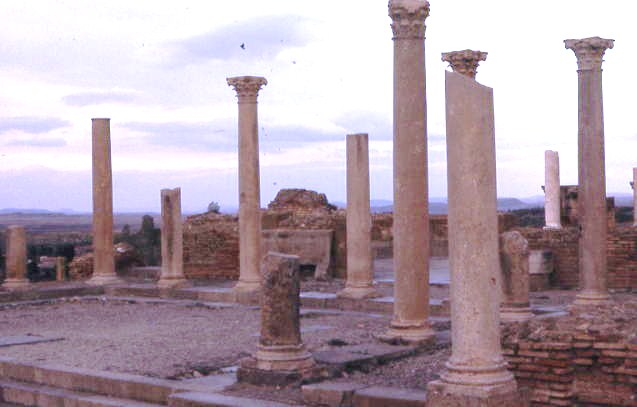
Entrée de la bibliothèque.
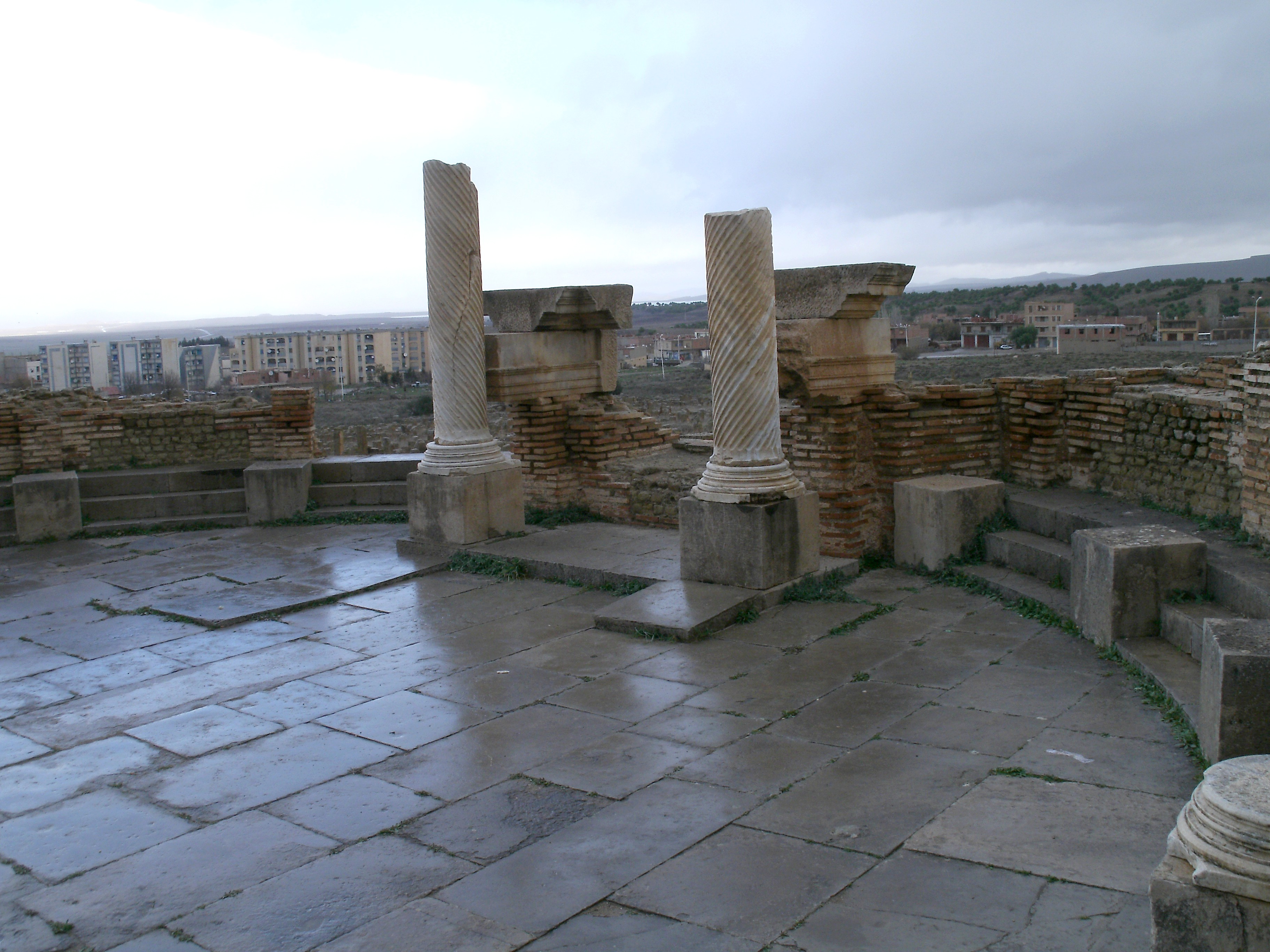
La bibliothèque.

Les fouilles de Timgad ont révélé un bâtiment relativement inhabituel qui n’a été identifié comme une bibliothèque publique qu’en 1906 grâce à la découverte d’une inscription latine. Le texte de l’inscription précise qu'au IIIe siècle sans doute, mais Paul Corbier considère que la datation est inconnue. Le sénateur Marcus Iulius Quintianus Flavius Rogatianus avait légué par testament 400 000 sesterces à la cité pour la construction d’une bibliothèque. La cité fit construire la bibliothèque et honora le généreux donateur d’une statue honorifique.[réf. nécessaire]
La bibliothèque était organisée autour d'un portique à trois côtés ouvrant largement sur la rue. Face à la rue, au fond du portique, une grande salle semi-circulaire en abside était aménagée avec des niches destinées à accueillir les ouvrages[réf. nécessaire]. De part et d'autre six salles annexes donnaient sur le portique. On a tenté d’estimer le nombre de volumes qu’elle pouvait accueillir : ainsi on a pu estimer que sa salle principale pouvait accueillir seize armaria (armoire de bibliothèque) et donc peut-être 6 800 volumes ; avec les six pièces secondaires, le total des ouvrages est estimé entre 16 000 et 28 000[réf. nécessaire]. Ces chiffres sont toutefois très contestables, car la bibliothèque pouvait aussi accueillir des archives et que les calculs sur lesquels ils reposent sont très spéculatifs. Elle est située au cœur de la ville, signe de l’importance qu’elle avait dans la culture urbaine.[réf. nécessaire]

### Le temple du Génie de la colonie

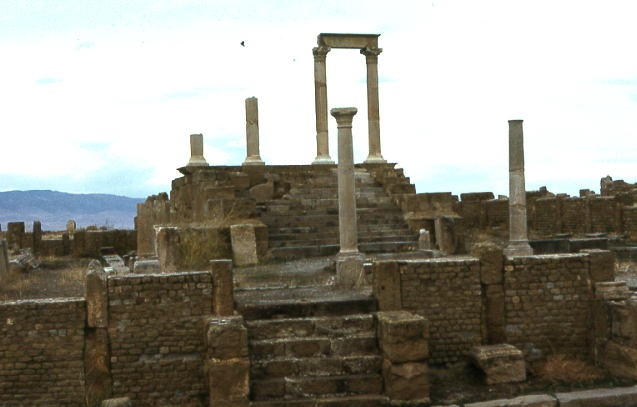
Temple du génie de la colonie (état en 1975).

La dédicace de ce temple a été retrouvée lors des fouilles de 1959, en réemploi dans une petite placette aménagée à l'époque byzantine autour d'une fontaine
,. Le temple a été payé par des membres d'une des grandes familles de Timgad, Marcus Publicius Candidus et son frère Caius Publicius Veranus. Ce don est la conséquence de l'accession de Candidus à la charge de flamine perpétuel, la plus haute dignité à Timgad. Outre la somme honoraire de 10 000 sesterces payés par Candidus, son frère a ajouté une pollicitation de 20 000 sesterces. Finalement le coût du temple fut, avec sa statue, de 64 500 sesterces[réf. nécessaire]. Cet acte d'évergétisme et cette dépense attestent de la prospérité de Timgad lors de la construction du temple. La dédicace fut faite par un légat de la IIIe légion Auguste. Son nom fut ensuite martelé, en raison d'une damnatio memoriae. Il s'agissait vraisemblablement de Marcus Lucceius Torquatus,, ce qui date la dédicace du temple de 169.
Les ruines du temple ont pu être identifiées grâce à d'autres inscriptions. Il est situé à la sortie occidentale de la ville, face au marché de Sertius. Une cour précédait le sanctuaire en donnant sur le decumanus par une façade à trois entrée. Un mur délimitait cet espace de forme trapézoïdale d'une dimension de 32 m sur 12 m[réf. nécessaire]. Trois des côtés étaient occupés par un portique comptant 17 colonnes. Derrière l'autel se trouvait le temple proprement dit. Sa cella de 12,5 m par 7,5 m. s'ouvrait sur un fronton tétrastyle d'ordre corinthien et était précédée d'un escalier à 16 marches. La construction du temple correspond aussi à un moment d'extension de Timgad hors de l'enceinte initiale de la colonie.

### Le Capitole

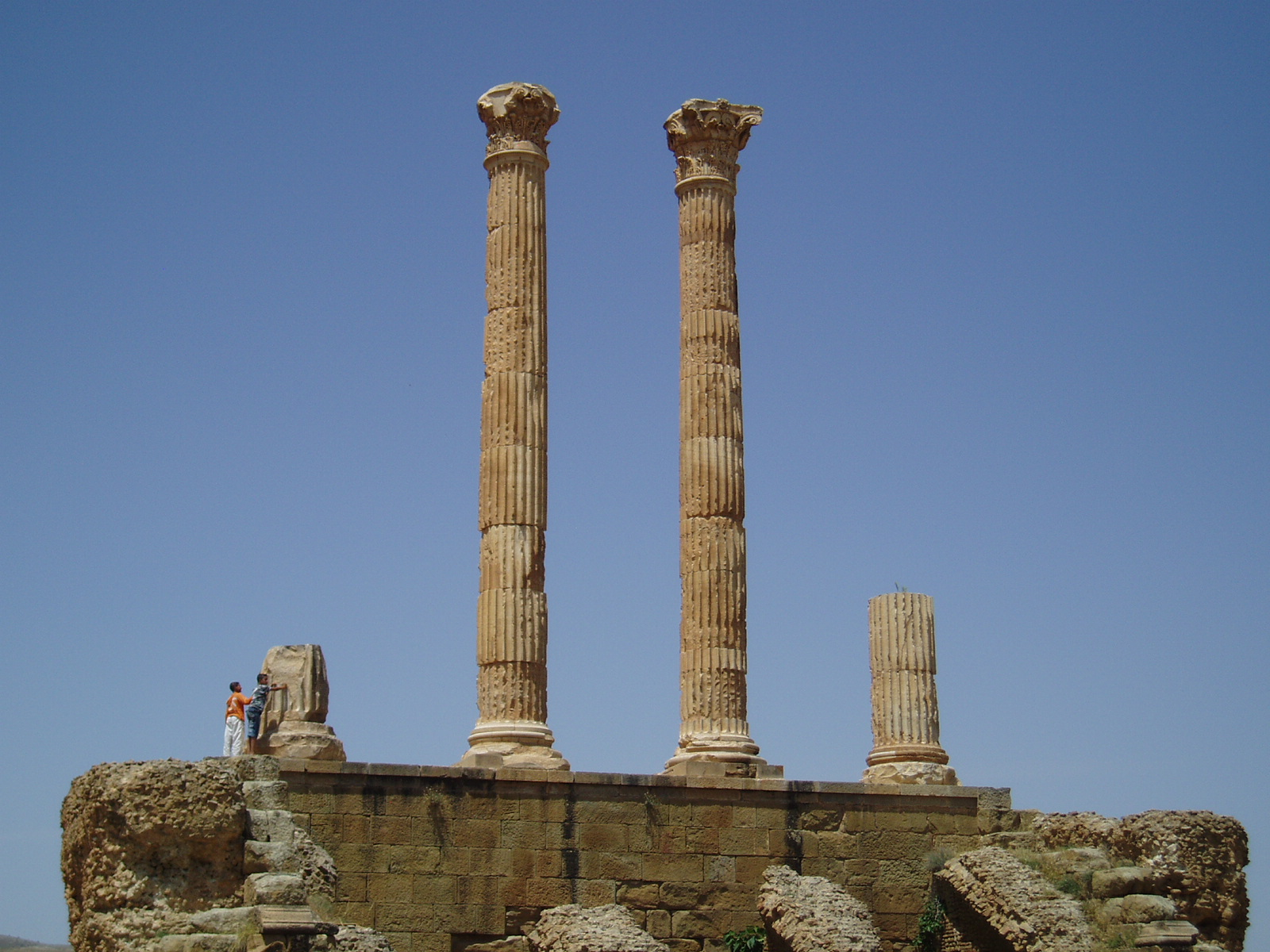
Ruines du capitole.
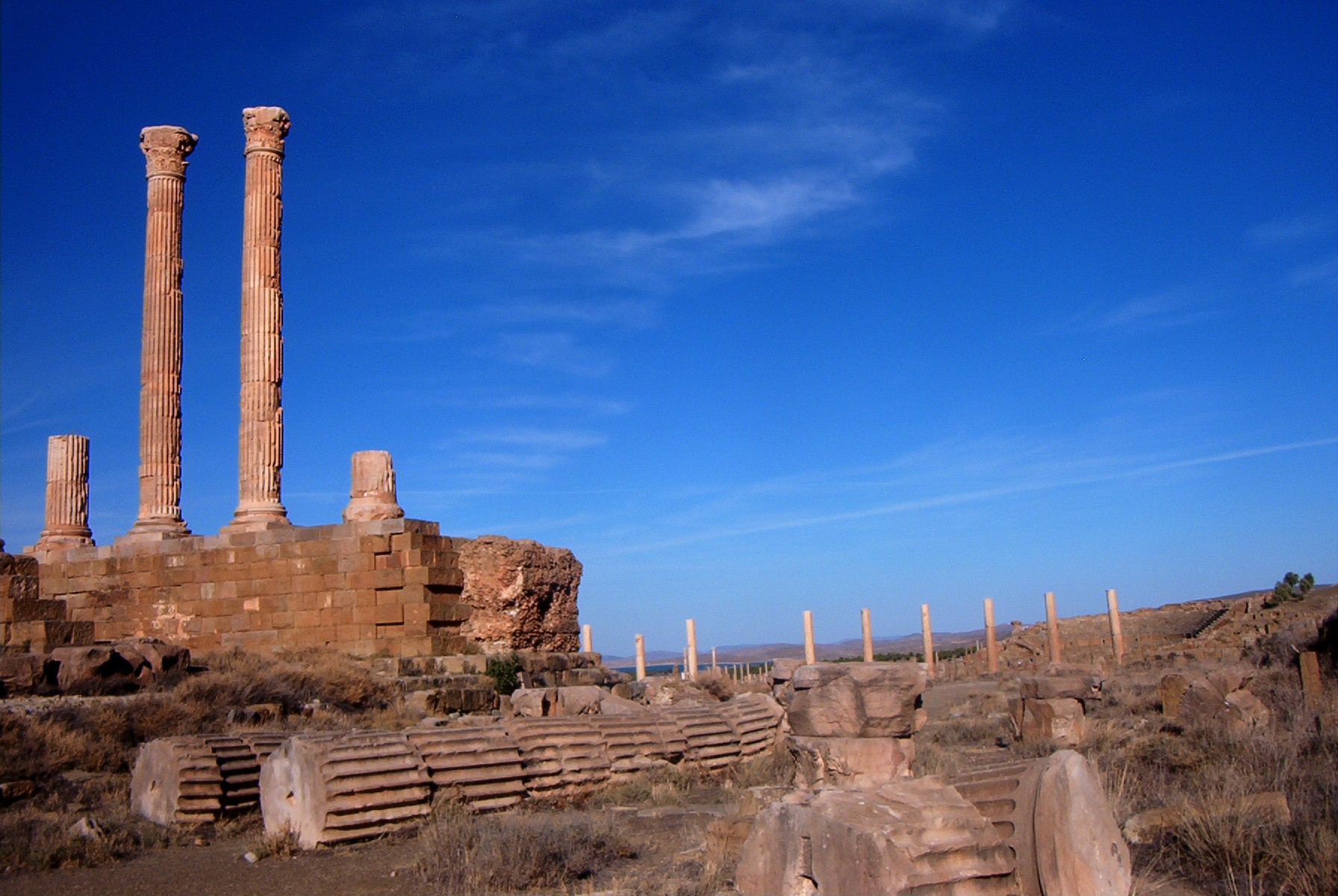
Côté ouest du Capitole. En arrière-plan, le théâtre.

Le capitole, qui abritait la triade religieuse essentielle de la religion romaine traditionnelle, était en théorie un des éléments essentiels de toute fondation urbaine. Au Ier siècle av. J.-C. les écrits de Vitruve sur l’urbanisme, se référant à une vieille tradition, celle de la science des haruspices, et faisant ainsi un écho à Servius, conseillent de placer les sanctuaires de Jupiter, Junon et Minerve au lieu le plus élevé, d’où l’on peut découvrir le plus de murailles. Mais si des villes africaines comme Cuicul et Thugga présentent un capitole en position centrale (au moins initialement pour Cuicul), celui de Timgad est dans une position plus surprenante. Il est en effet éloigné du forum et même de l’alignement du plan orthonormé initial et ne se trouve même pas sur un sommet de colline. En fait c’est surtout sa taille, sa monumentalité exceptionnelle qui le distinguait et le rendait visible à tous. Cet emplacement étrange avait cependant le mérite de le mettre particulièrement en valeur pour qui venait de Lambèse. Construit au IIe siècle, il fut restauré au IVe.[réf. nécessaire]
Comment expliquer cette position excentrée ? Il faut penser qu’il était prévu en fait au départ au sein du forum dans le tracé initial de la ville, mais le forum ne fut jamais réellement achevé, et le capitole finalement construit en bien plus grand et en position décentrée, signe d’une modification radicale de la notion d’espace urbain et peut-être d’un changement dans les relations entre les citoyens et le pouvoir : la ville avait grandi, son espace était perçu différemment et fut symboliquement réorganisé par cette construction massive.
De plus, le décentrement du capitole de Timgad n’est pas si exceptionnel du point de vue chronologique : la majorité des capitoles africains sont de date relativement tardive.[réf. nécessaire] Enfin, si la date exacte de sa construction autour du IIe siècle nous échappe (peut-être l'époque sévérienne, sa réfection au IVe siècle nous est mieux connue. C'est sous le règne commun de Valentinien Ier et Valens, entre 364 et 367 qu'Aelius Iulianus finança la restauration des portiques. Selon Paul-Albert Février, cette restauration pourrait témoigner, cinquante ans après la conversion de Constantin, et dans une ville bien christianisée, de la vitalité conservée du polythéisme traditionnel. Toutefois Claude Lepelley a récusé cette interprétation, le responsable de l'opération, Aelius Iulianus était curateur de la cité et chrétien,, et la restauration concernait la place à portique et non l'édifice cultuel proprement dit. Par sa monumentalité et sa superficie - supérieur à celle du forum - la place à portique du Capitole constituait un « second forum » dans la ville. Ses portiques étaient donc vus, à l'époque d'Aelius « comme des monuments publics appartenant au patrimoine monumental de la cité, sans référence à la fonction religieuse de ces édifices ».

### L'Arc de triomphe

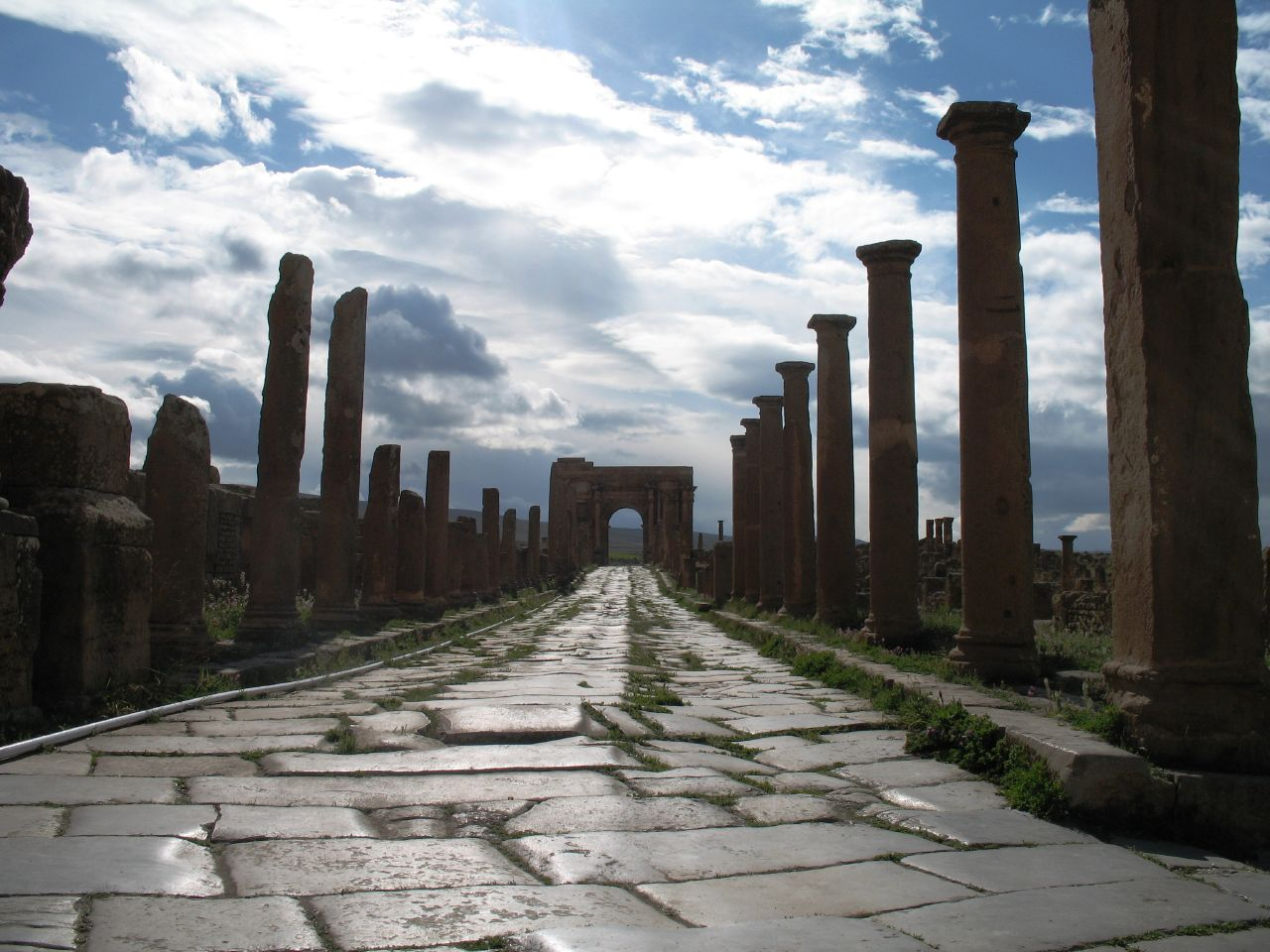
L'arc dit de Trajan à l'extrémité du decumanus.
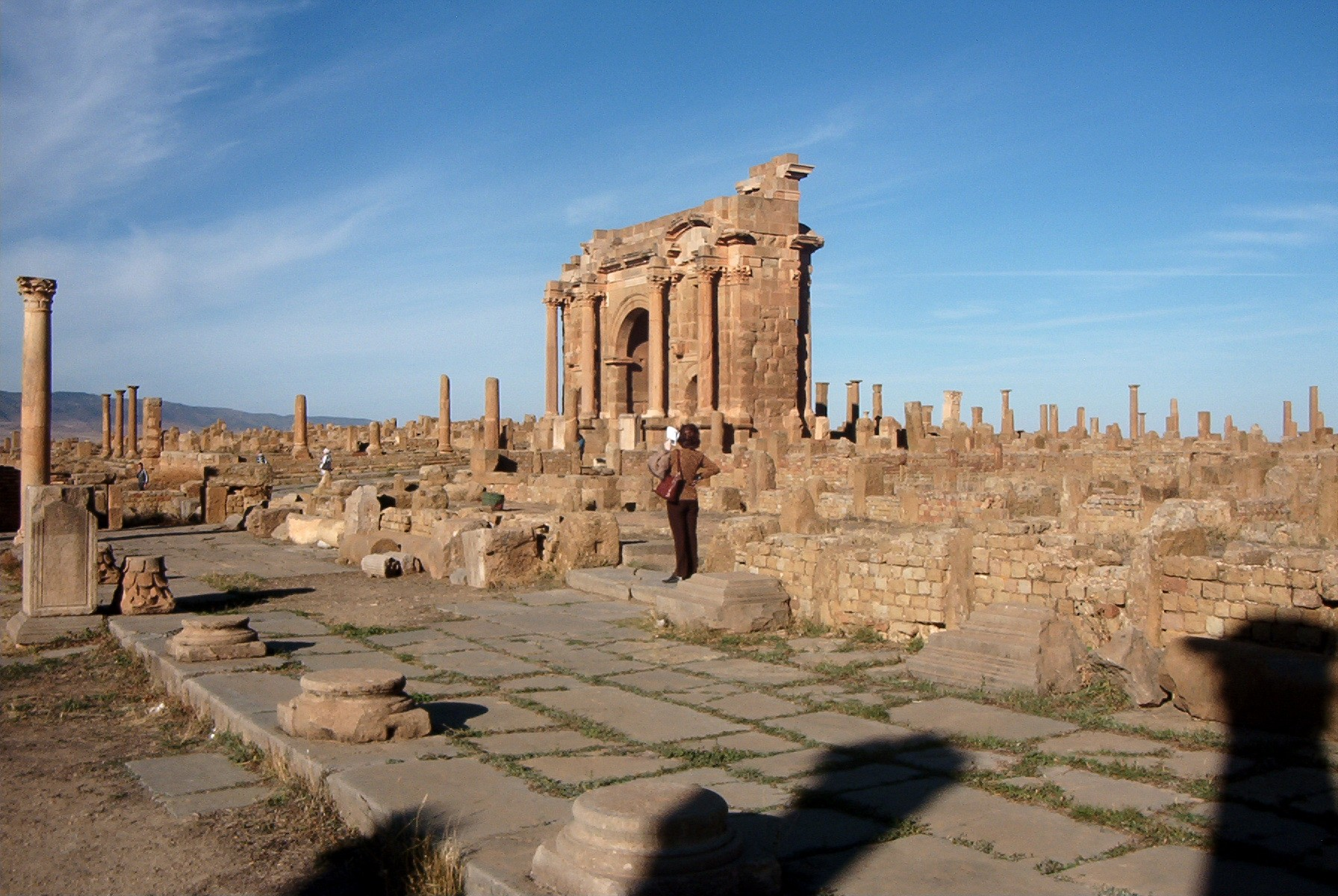
Arc dit de Trajan vu depuis le marché de Sertius.
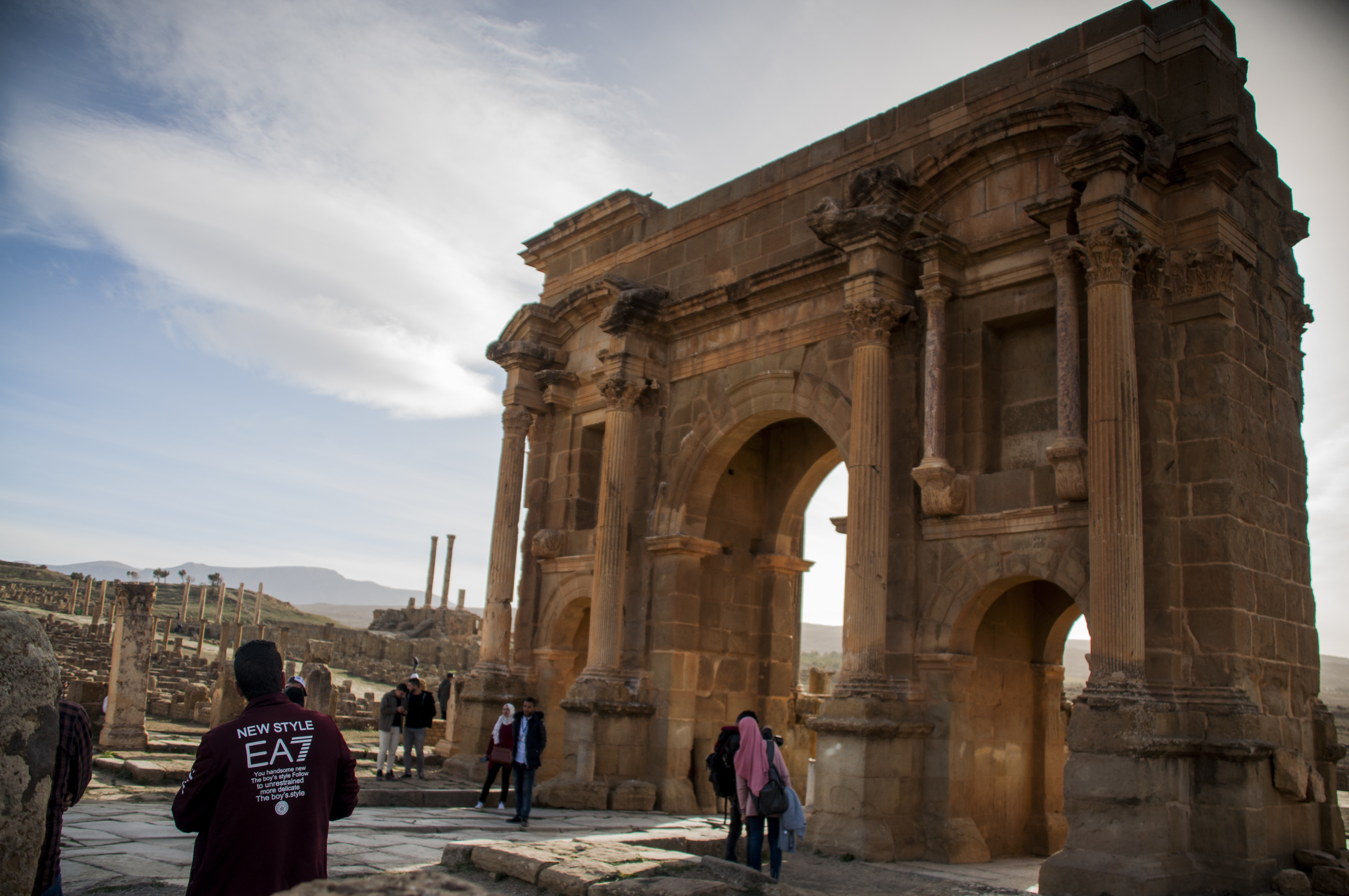
Arc dit de Trajan.

La large avenue qui passe devant le capitole aboutit au nord à l'arc de triomphe érigé à l'entrée ouest du decumanus maximus. Peu avant la fin du IIe siècle, la porte utilitaire fut remplacée par un arc de triomphe appelé abusivement « arc de Trajan » qui, avec un minimum de restauration, nous est parvenu presque intact.
La large baie centrale de six mètres de haut permettait le passage des véhicules qui ont laissé de profondes ornières sur les dalles de la voie. Aux piétons étaient réservées les deux baies latérales, de trois mètres soixante-quinze de haut. Au-dessus de ces dernières, sur les deux faces maitresses, sont creusées des niches rectangulaires ornées de colonnettes destinées à recevoir des statues, dominées par des voûtes en arceau assises sur des colonnes corinthiennes détachées. Quatre colonnes montées sur piédestal pour chaque face principale. L'ensemble était couronné au faîte de l'édifice d'un groupe comprenant sans doute un char.[réf. nécessaire]
D'autres reliefs furent ajoutés par la suite à la base de la face est: les statues de Mars et de la déesse de la Concorde, érigées sous le règne de Septime Sévère (193-211) par un certain L. Licinius Optatianus en reconnaissance de son élection au flaminat perpétuel de la colonie.

### Plotius Faustus Sertius
Plotius Faustus Sertius était un riche personnage de rang équestre.
Sa famille était liée à un chevalier romain, fils de vétéran, ainsi qu'à la famille des Flavii qui entrèrent au sénat. Il fut flamine perpétuel de la cité. Sa richesse, ainsi que celle de sa femme, provenait des terres qu’il possédait sur le territoire de la colonie, mais aussi d’autres revenus comme la location de boutiques.
Divers indices épigraphiques et archéologiques permettent de cerner les biens fonciers de Sertius et de sa femme : une dédicace fait en effet allusion à cette dernière sur une inscription trouvée dans la vallée de l’oued Taga.
De même, à une soixantaine de kilomètres de Timgad, dans le massif de l’Aurès, on a retrouvé une mosaïque portant les mêmes motifs que ceux de la maison de Sertius, indice d’une de ses propriétés et de l’influence du personnage.

#### Marché de Sertius

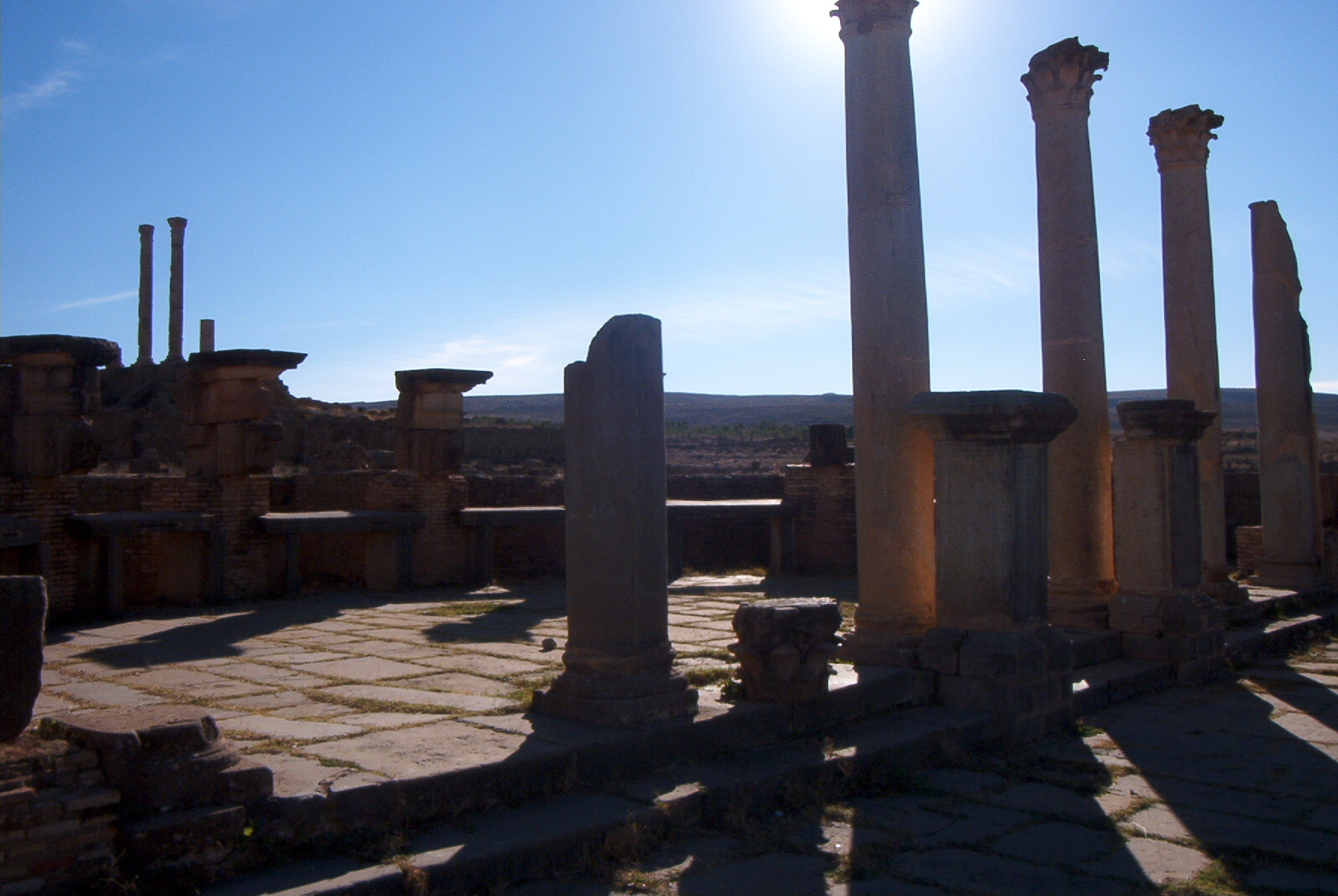
L'abside du marché de Sertius.

Plotius et sa femme financèrent à l’époque des Sévères la construction d’un marché situé à l’ouest de la ville originelle, non loin de sa maison. La ville possédait sans doute déjà un marché, appelé aujourd'hui marché de l’est il se trouvait près du forum et s’étendait sur deux cours semi-circulaires. Sans doute s’était-il avéré insuffisant avec la croissance de la ville. Le marché payé par Sertius fait face au temple du Génie de la colonie, c’est une place oblongue, bordée de portiques, disposant des aménagements nécessaires pour accueillir les étals des marchands, et se terminant par une abside.[réf. nécessaire] Le marché possédait une ouverture qui donnait sur des thermes. Ceux-ci sont souvent considérés comme une annexe du marché, mais leur construction n’est pas nécessairement liée à la même opération immobilière et leur rapport avec les constructions voisines n'est pas claire. Par la suite, un autre petit marché, sans doute destiné au commerce de vêtement, fut construit dans le quartier. Construire un marché était un acte d’évergétisme important, mais ce don fait à la cité était sans doute aussi un « cadeau intéressé » : contemporain de la construction de sa maison, il en constitue sans doute la contrepartie : l’acte d’évergétisme répondant à l’appropriation privée d’une partie importante du sol public : derrière le don de Sertius se cache une fructueuse opération immobilière tandis que son marché proclamait sa générosité et sa libéralité envers sa cité.[réf. nécessaire]
Le quartier ouest de Timgad illustre donc bien, à travers le dossier de Sertius, l’impact de la richesse des notables municipaux sur la ville tant par l’évergétisme qu’à travers des investissements plus intéressés – boutiques – ou destinés à leur procurer un cadre de vie dont le faste correspondait à leur dignitas.[réf. nécessaire]

#### Le quartier de Sertius
Avec le développement de la ville et son extension à l’ouest, la muraille originelle s’est retrouvée en position centrale dans cette partie de l’agglomération, elle est devenue inutile dans un espace disponible, intéressant et sans doute convoité. La disparition de la muraille au profit du bâti se fit cependant au bénéfice d’habitants fortunés et donna lieu à d’importantes « opérations immobilières » ainsi que l'a montré Jean Lassus.Le nouveau quartier n’est pas en effet occupé en continuité avec la trame originelle de la ville : les rues existantes ne sont pas prolongées sur l’espace libéré, celui-ci au contraire est occupé par les constructions de très riches personnages qui s’approprient ainsi une bande de terrain large de 22 mètres[réf. nécessaire]. L’extension de la ville s’accompagne donc d’une « différenciation sociale des quartiers » :l’espace pris sur la muraille permet de s’affranchir des contraintes des îlots du plan initial, d’une taille de 400 mètres carrés environ. Ce réaménagement ne put se faire sans un ensemble de mesures légales : le lieu appartenait au sol public de la cité, son aliénation exigeait au moins un décret de l’ordre des décurions, et dans le cas d’une muraille[réf. nécessaire], res sacra, une décision impériale,.
Il est vrai cependant que l’usurpation de terrains publics par des constructions privées n’était pas rare dans les cités antiques et que le pouvoir romain a dû à plusieurs reprises intervenir contre de tels cas : derrière les maisons construites à cet endroit, il faut donc imaginer un ensemble de démarches, et sans doute de pots-de-vin. La documentation épigraphique disponible nous permet de connaître un peu plus précisément ce contexte immobilier à travers la personne de Marcus Plautius Faustus, dit Sertius qui se fit construire une maison sur l’emplacement de la muraille.[réf. nécessaire]

#### Maison de Marcus Plotius Faustus Sertius
(août 2016).
Si vous disposez d'ouvrages ou d'articles de référence ou si vous connaissez des sites web de qualité traitant du thème abordé ici, merci de compléter l'article en donnant les références utiles à sa vérifiabilité et en les liant à la section « Notes et références ».
La maison de Sertius fut construite sur le tracé de la muraille. De plan rectangulaire, mesurant 62 mètres sur 36,5 mètres, elle occupe une surface de 2 263 m2, c’est une des demeures les plus luxueuses de Timgad. Son accès principal, précédé d’un petit portique, et qui comptait peut-être à l’origine une entrée tripartite, donne sur le cardo maximus. Le plan présente la succession classique d’un vestibule et de péristyles qui donnent sur des pièces de réception. Le vestibule, dallé, possédait une colonnade centrale, il donnait sur un premier péristyle qui ouvrait lui-même sur une vaste pièce, sans doute une salle à manger (triclinium)[réf. nécessaire]. Le second péristyle abrite un bassin aux aménagements complexes : deux réservoirs superposés sont reliés par deux ouvertures. Des vases fixés horizontalement y étaient destinés à fournir un abri à des poissons et vraisemblablement à les recueillir frais : il s’agit donc d’un vivier.[réf. nécessaire] Une salle avec une antichambre à deux colonnes donnait sur le péristyle, il s’agit sans doute à nouveau d’un triclinium, une salle à manger. Les bassins avaient une fonction à la fois esthétique et économique : les poissons élevés pouvaient être utilisés pour les repas du maître. Produits rares, luxueux, ils attestaient de l’aisance de Sertius et permettaient de montrer son faste à ses invités[réf. nécessaire]. Le second péristyle est toutefois un espace sans doute plus intime que le premier : « d’un côté accueil, réception, ostentation, de l’autre vie plus retirée ».
La maison de Faustus possédait aussi des thermes privés. Ceux-ci se trouvaient près de son entrée – ils ouvraient sur le premier péristyle - et avaient aussi leur propre accès sur la rue. Les accès des thermes montrent que Sertius pouvait les ouvrir à des personnes extérieures à sa maison, amis, clients, voisins. Les thermes possédaient un frigidarium de 35 mètres carrés et un ensemble balnéaire d’environ 150 mètres carrés comptant quatre salles chauffées. On y avait placé les statues en marbre d’Esculape et d’Hygie, divinités de la santé couramment associées aux bains.[réf. nécessaire] Une inscription figurant sur la base d’une des statues et nommant un Faustus et une Valentina, permet à la fois l’attribution de la maison à Marcus Plotius Faustus Sertius et à sa femme Cornelia Valentina Tucciana Sertia et sa datation. Construites sous les Sévères la maison de Sertius illustre un moment clé dans l’évolution du plan de Timgad ainsi qu’ « un des tout premiers exemples datés de bains privés urbains d’époque impériale ». Des boutiques étaient adossées à la maison.[réf. nécessaire]

### Le temple de laDea Patriaet l'Aqua septimiana felix
L'Aqua Septimiana Felix était une source à proximité de Timgad qui alimentait en eau une piscine autour de laquelle fut construit un important sanctuaire. Le sanctuaire a été construit au IIe siècle à 300 mètres au sud de la ville, le long d'un axe nord-sud. Une allée à colonnades reliait le sanctuaire à la ville et notamment aux thermes du sud.[réf. nécessaire] Avec plus de 150 mètres de long et 44 mètres de large, c'est le plus grand édifice religieux de l'Afrique romaine.
Il reçut un aménagement somptueux sous les Sévères. Trois temples étaient construits au fond du sanctuaire. Le plus grand de ces lieux de culte occupait la place médiane et était dédié à la Dea Patria, c'est-à-dire à la déesse de l'Afrique reconnaissable à sa coiffe faite d'une dépouille d'éléphant (proboscis). Décoré de marbres blancs et verts, de mosaïques, le temple faisait 7,5 mètres sur 9,8. Une large banquette au fond de la cella devait accueillir les statues de culte[réf. nécessaire].
De part et d’autre se trouvait un temple plus petit (5,1 par 7,1 mètres). Celui de l'ouest était dédié à Esculape tandis que celui de l'est a sans doute été dédié à Sarapis, si l'on en croit les objets de culte retrouvés lors des fouilles. L'association de l'Afrique à Esculape et Sarapis est unique, placée sous le signe de la fertilité, de l'abondance et de la santé, le sanctuaire célébrait les eaux bienfaisantes en association avec le culte impérial. Les trois temples, assez petits, étaient érigés sur une terrasse qui surplombait une vaste piscine de 27 mètres sur 7. Entièrement revêtue de marbre, elle était bordée d'une balustrade en bronze. Le sanctuaire était entouré de portiques peints (viridarium). Leur prolongement donnait sur une vaste place dallée en direction de la ville et de ses thermes.[réf. nécessaire]

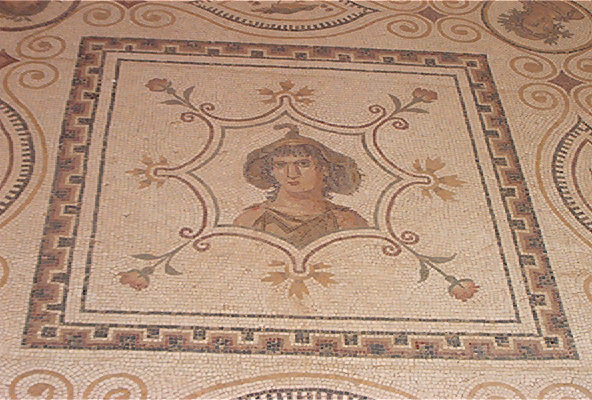
Cette déesse, sous le nom de Dea Patria, était la principale divinité du sanctuaire de l'Aqua Septimiana Felix à Timgad.

Quatre inscriptions identiques datent ces aménagements somptueux de 213. Elles illustrent les dons que les notables de Timgad consacrèrent au sanctuaire, sans doute dès le début de sa construction. Des inscriptions découvertes dans le sanctuaire, mais dont la publication est encore incomplète, témoignent des dons de Publius Flavius Pudens Pomponianus, sénateur romain originaire de Timgad, et de sa famille. Sa mère notamment y consacra, avec d'autres habitants de Timgad, une défense d'éléphant au Genius patriae (Génie de la patrie),,. Cette implication des puissants notables de la ville dans le sanctuaire montre son rôle important : il contribuait sans doute en partie à définir l'identité de Timgad, comme le montrent les dédicaces au Génie de la Patrie ou à la déesse de la Patrie, mais aussi l'inscription du forum qui célèbre Flavius Pudens Pomponianus et qui compare son éloquence à une source et rappelle que Timgad est située vers une source : il s'agit d'une allusion à l'Aqua Septimiana où Flavius et sa famille s'étaient illustrés par de nombreux dons, le rapprochement a été fait par L. Leschi. La déesse Africa du sanctuaire était aussi célébrée sur des céramiques produites à Timgad,.
Si le sanctuaire connu son apogée à l'époque des Sévères, peut-être en relation avec le voyage africain de Septime Sévère, on peut penser que le culte de la source remontait à l'époque préromaine et témoigne d'une survivance de la religiosité locale au sein de la vie de la colonie romaine, « il s'agit évidemment d'une source miraculeuse ancienne, dont les Romains ont capté les pouvoirs, en installant autour d'elle un temple comportant des statues des divinités romaines guérisseuses. ». À la fin de l'antiquité, le sanctuaire fut recouvert par la forteresse byzantine.[réf. nécessaire] Découvert et dégagé lors des fouilles de cette forteresse, le sanctuaire de l'Aqua Septimiana Felix n'a pas été l'objet d'une publication particulière et nombre de découvertes qui y ont été faites sont encore inédites,,.

### Les thermes
(août 2016).
Si vous disposez d'ouvrages ou d'articles de référence ou si vous connaissez des sites web de qualité traitant du thème abordé ici, merci de compléter l'article en donnant les références utiles à sa vérifiabilité et en les liant à la section « Notes et références ».
Les thermes romains étaient un des lieux essentiels de la vie quotidienne dans l'Empire romain, un symbole et un facteur de romanisation. Pour les habitants d'une cité, les thermes sont vus comme quelque chose d'indispensable, une des commodités nécessaires que la ville doit procurer à ses habitants, un signe et un instrument de civilisation et de bien-être. À Timgad, sur une dalle du forum, une inscription célèbre résume bien cette conception de la vie urbaine : « Venari, lavari, ludere, ridere, occ est vivere » (chasser, aller au bain, jouer, rire, ça, c’est vivre). Les thermes sont donc un lieu de sociabilité fondamental qui construit l'identité civique et municipale en même temps qu'ils rendent manifeste les principes de la cité antique : nus et partageant le même bain, les citoyens se côtoient de manière indifférenciée : les bains sont souvent peu chers, et occasionnellement gratuits. Leur décoration et leur entretien sont aussi l'occasion d'acte d'évergétisme. Toutefois à partir du IIe siècle, on assiste au développement de bains privés, construits dans les plus riches demeures, développement qui s'accroit durant l'Antiquité tardive. On peut voir dans cette évolution à la fois le souci d'une plus grande intimité et la recherche d'une distance sociale : le notable se distingue désormais du commun et peu recevoir ses intimes dans le cadre choisi de ses bains personnels. Par le vaste dégagement dont elle a fait l'objet, Timgad offre une image quasiment unique de la place des bains dans la cité, même si tous les bains dégagés n'ont pas nécessairement été en service de manière simultanée et si leurs fouilles ont été souvent - au regard des critères actuels - trop rapidement conduites : les stratigraphies manquent, les plans ne sont pas toujours sûrs. Il n'en reste pas moins que l'importance et la diversité de l'équipement balnéaire ressortent et que, de ce point de vue, Timgad peut rivaliser avec une ville comme Ostie. Les bains de Timgad offrent donc une image remarquable de la prospérité de l'Afrique romaine et de son insertion dans la communauté culturelle que formait la Méditerranée antique.[réf. nécessaire]
Les thermes de Timgad ont fourni un nombre important de mosaïques : 85 sur les 235 de l'inventaire fait par Suzanne Germain Warot en 1969. Sur les quatorze thermes recensés dans son étude, douze avaient conservé au moins en partie leur pavement.[réf. nécessaire] Le décor y est essentiellement géométrique agrémenté parfois de tableaux comme la représentation de Neptune pour les grands thermes est ou la représentation de Jupiter pour les thermes des Philadelphes[réf. nécessaire]. Les salles annexes de ces thermes pouvaient aussi avoir des décors non négligeables.

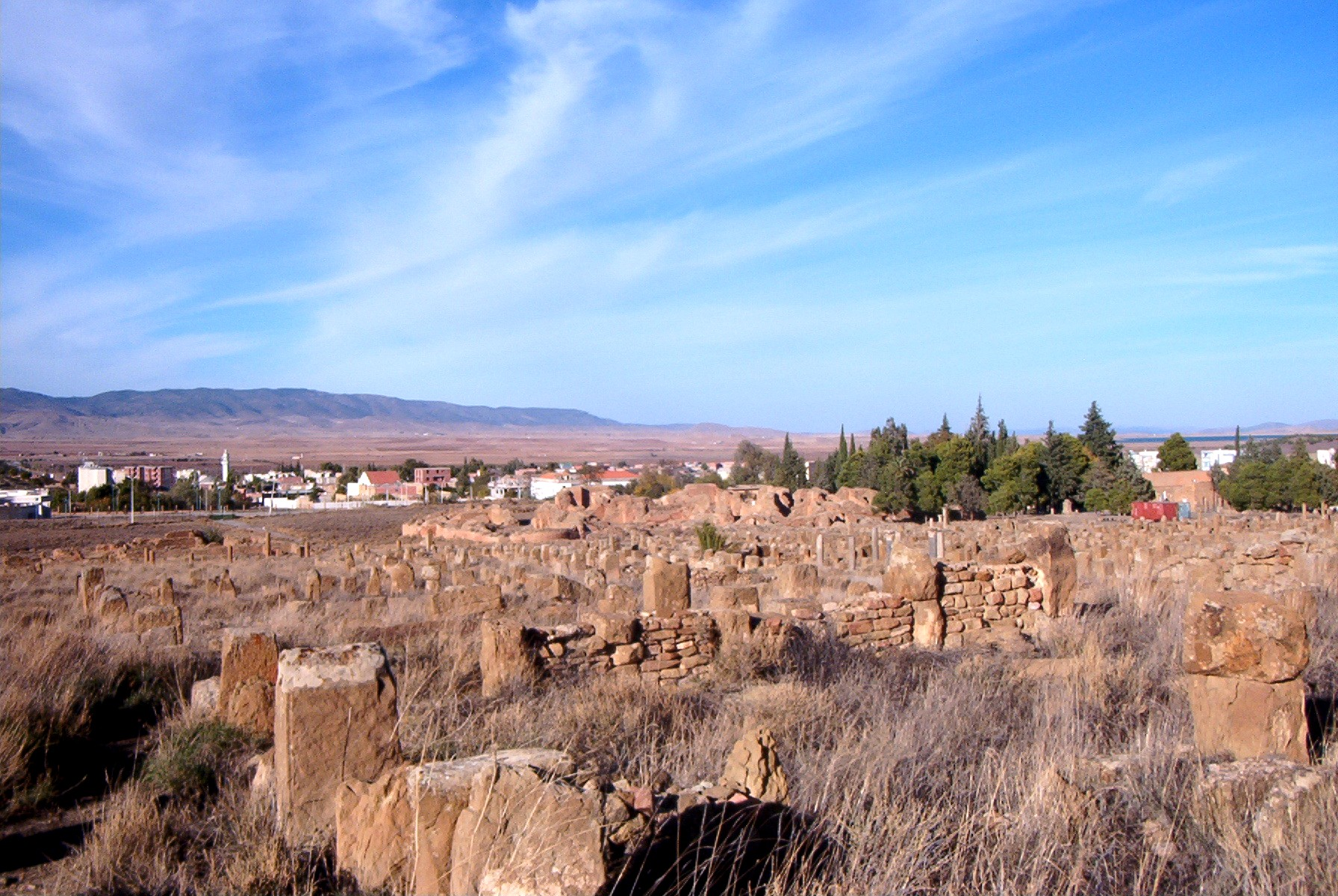
La "masse" des Grands Thermes du Nord à l'entrée du site.
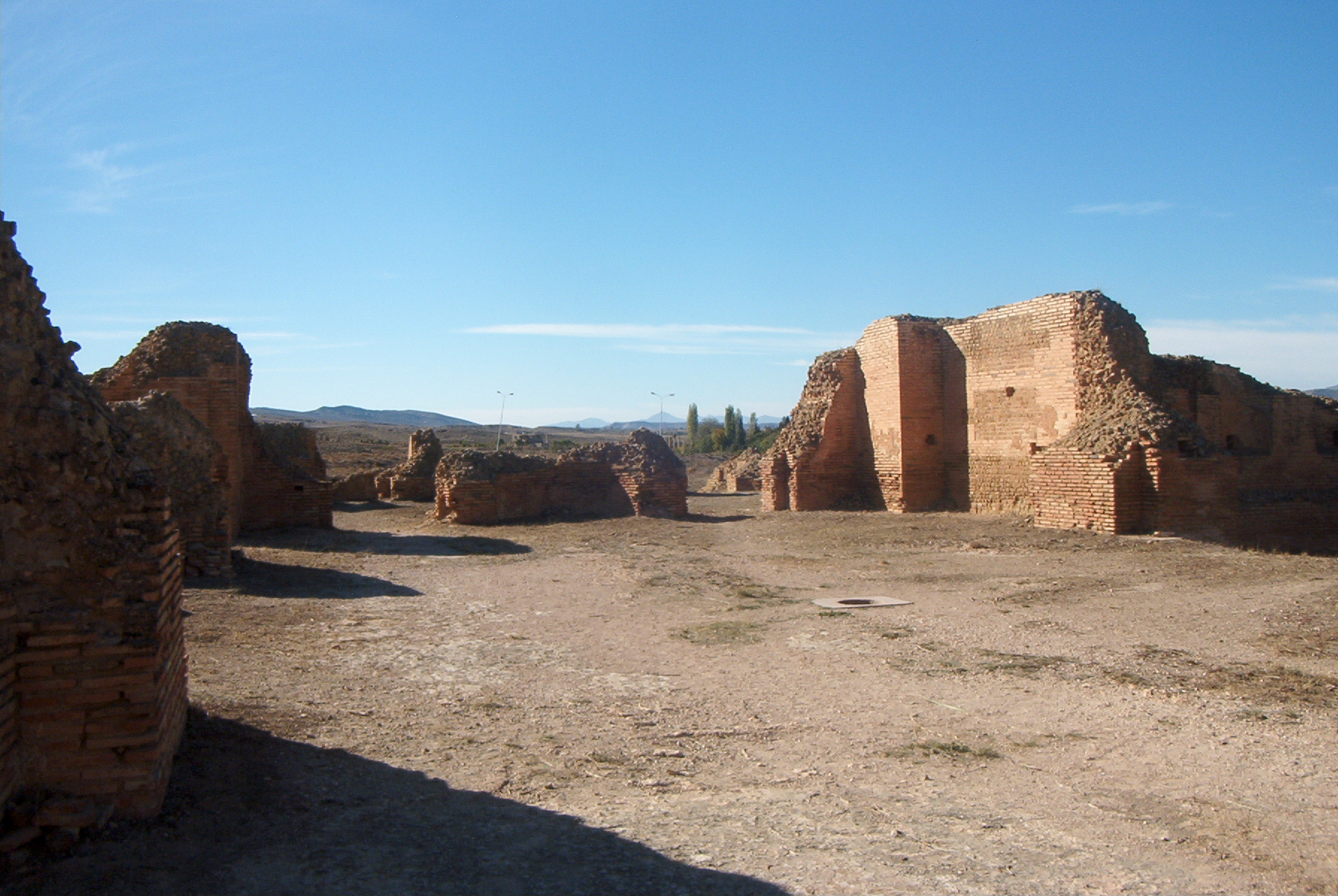
Le frigidarium des Grands Thermes du Nord.
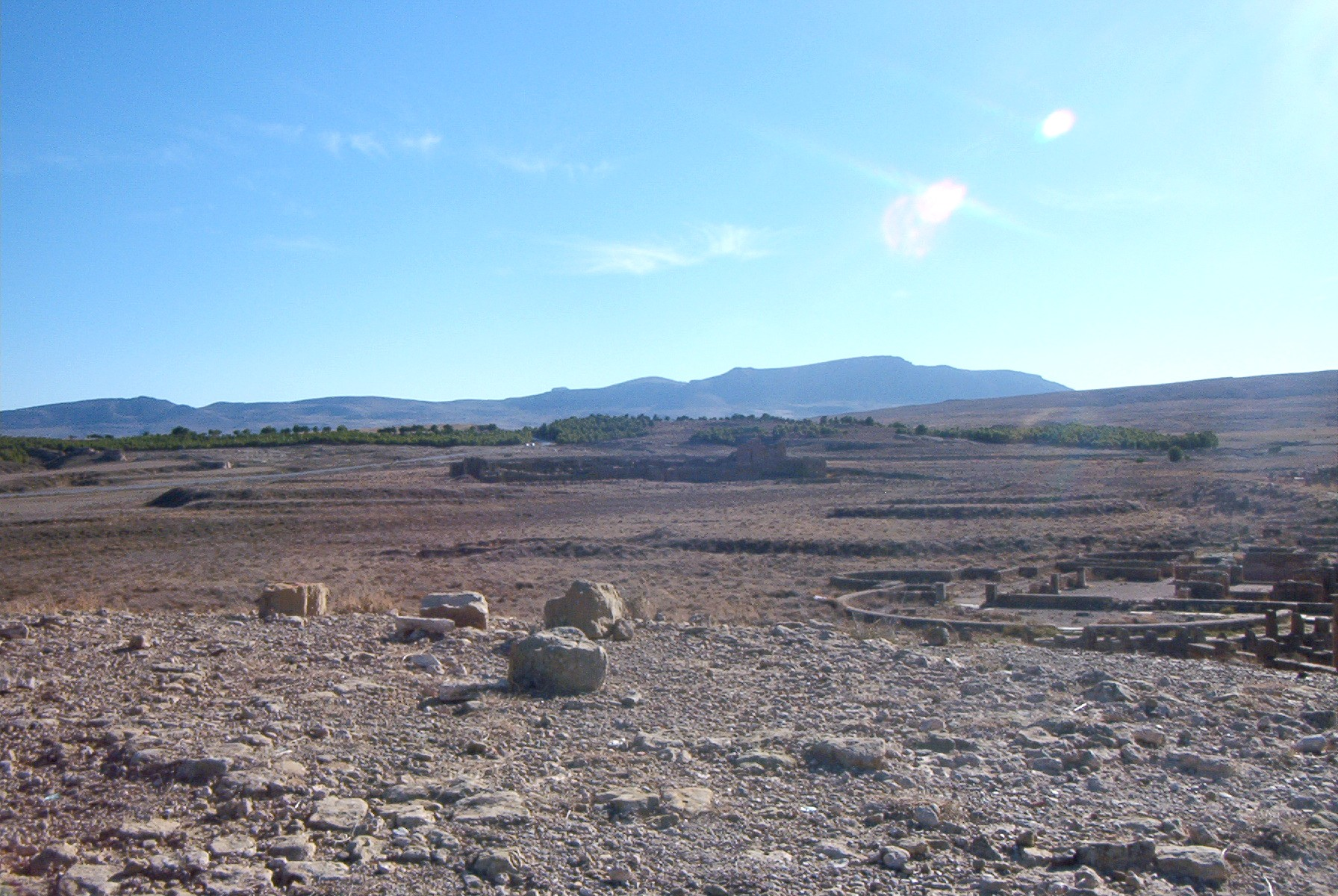
Les Grands Thermes du Sud à droite et en arrière-plan le Fort Byzantin.

### L'habitat individuel

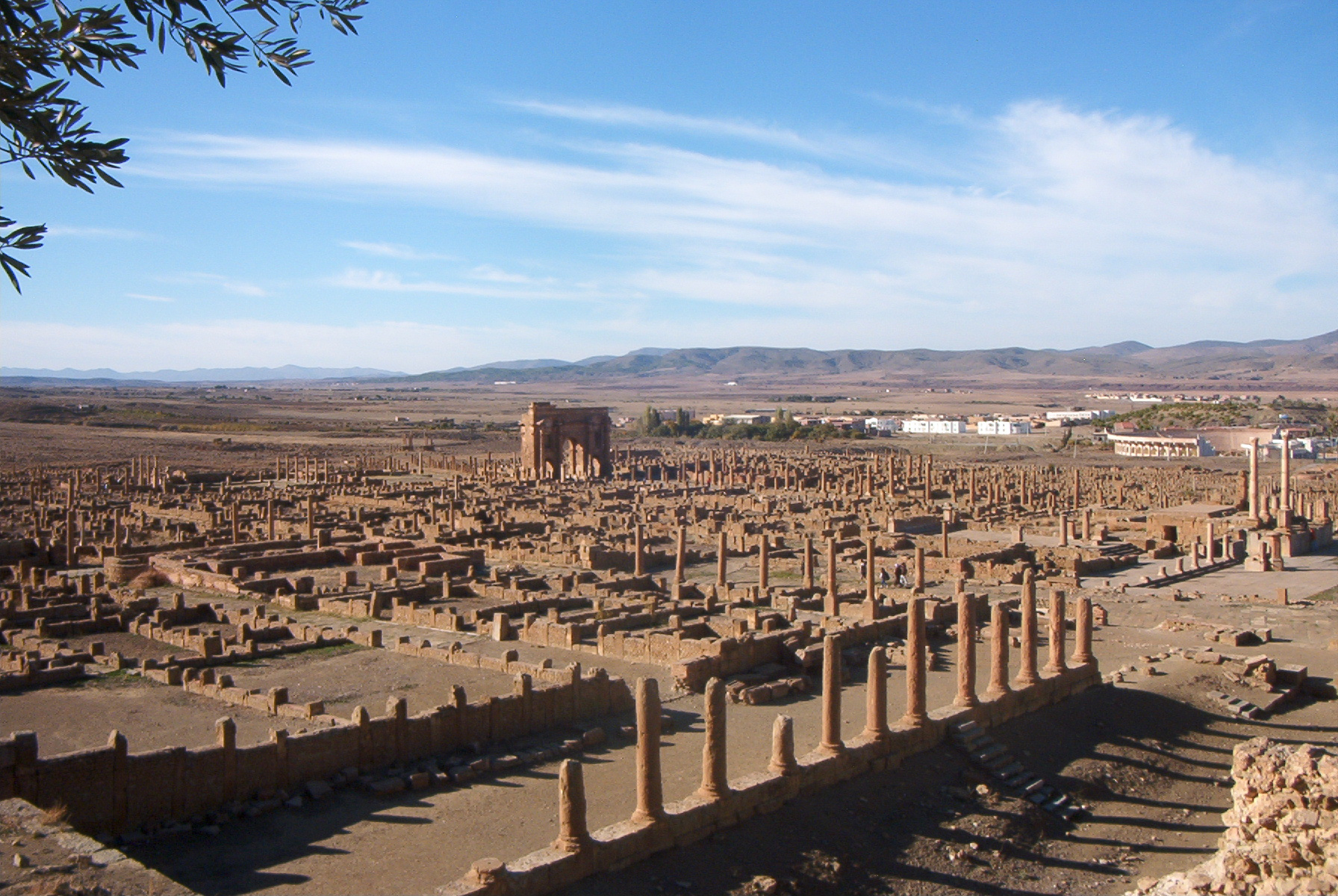
Un quartier du centre ville, avec vue sur l'arc dit de Trajan.

Malgré l'ampleur des dégagements, l'habitat individuel n'est pas à Timgad aussi bien connu qu'on pourrait l'espérer,, :les fouilles initiales ont été peu soucieuses de protéger les divers états du bâti, d'observer la stratigraphie. Néanmoins des distinctions peuvent être faites. On peut ainsi opposer le quartier de la ville initiale et les faubourgs. Dans le premier l'habitat est resté très fortement contraint par le découpage des parcelles effectué lors de la fondation de la colonie, ces 132 îlots de 400 m2 ont en effet rarement été l'objet de regroupement[réf. nécessaire]. Les plus grandes de ces maisons, qui occupent un îlot, exceptionnellement deux comme pour la maison s'étendant sur les insulae 73 et 82, n'ont qu'une cour à portique et rarement un vrai péristyle, on trouve couramment 2 à 4 maisons par îlot. Malgré cette contrainte foncière, l'aristocratie de la cité n'abandonna pas complètement le centre-ville, une inscription laissée par le flamine perpétuel Corfidius nous apprend qu'il avait acheté une maison « rendue triste depuis longtemps déjà par son état de ruines informes » et l'avait rebâtie « plus heureusement qu'elle n'avait été fondée  pour lui-même et la joyeuse postérité des Corfidii ». De même L. Iulius Ianuarius possédait une maison occupant tout un îlot et équipée de bains privés,.

#### Demeures de l'aristocratie
Toutefois les plus grandes demeures de l'aristocratie de Timgad ne se trouvent qu'en dehors du périmètre originel, sur l'ancienne limite même pour la maison de Sertius et la maison dite de l'Hermaphrodite, toutes deux de près de 2 200 mètres carrés, superficie considérable et pourtant dépassée par une grande demeure du quartier nord, voisine des thermes de Philadelphes, aux limites de la plus grande extension de la ville et occupant 2 500 mètres carrés. Ces superficies ne renvoient toutefois pas nécessairement à l'espace habité : les grandes demeures intégraient des boutiques qui pouvaient être louées, des espaces de service, autant de surface qui n'était pas occupée par l'habitat du maître, celui-ci toutefois pouvait se développer à l'étage, mais nous en ignorons alors tout.
Corfidius Crementius, prêtre de haut rang et adepte du culte impérial, était le propriétaire de la maison des jardins. Les sols de sa maison sont dépourvus de mosaïque, mais dallés. Sa demeure est située au cœur de la cité. À l'angle ouest de sa maison et en annexe à son vestibule, un édicule à usage de latrines dont constate l'empiétement sur le petit cardo que desservait sa maison, très symétrique et axiale, à laquelle les bacs aux contours sinueux ornent la cour centrale et ont donné son nom la maison des jardins. À proximité de l’Arc de Trajan (Timgad), la maison de la Piscina, on entre par la voie cardinale, on accède au salon qui comprend des mosaïques florales avec des motifs en forme de cœur d'acanthes roses. La maison de Pompéien dont le propriétaire, était Plotius Sertius, ce dernier avait offert un beau marché à ses concitoyens. Il a choisi le côté sud-est de la ville pour construire une maison de 2 600 m◊, le vestibule est dallé contenant quatre piliers et avec accès aux bains.

#### Décoration
La décoration interne peut aussi aider à distinguer différents quartiers. Ainsi l'étude des mosaïques a révélé que toutes les maisons de la partie du decumanus entre le forum et la porte de Mascula étaient décorées, zone qui contraste avec l'ouest du decumanus, bien moins décoré. Les faubourgs présentent aussi quelques grandes maisons richement décorées, en particulier entre le Capitole et l'avenue de Lambèse[réf. nécessaire]. Ainsi se dessineraient des quartiers résidentiels aisés : le cardo nord, le decumanus est, la porte sud, le faubourg ouest, le quartier nord-est en revanche où les ruines n'ont pas livrées de mosaïques devait être plus modeste. Ce quartier nord-est regroupait dix-sept des vingt-deux établissements de Timgad ayant une activité textile, pour une production qui n'était probablement pas destinée uniquement à la cité.

#### Société urbaine

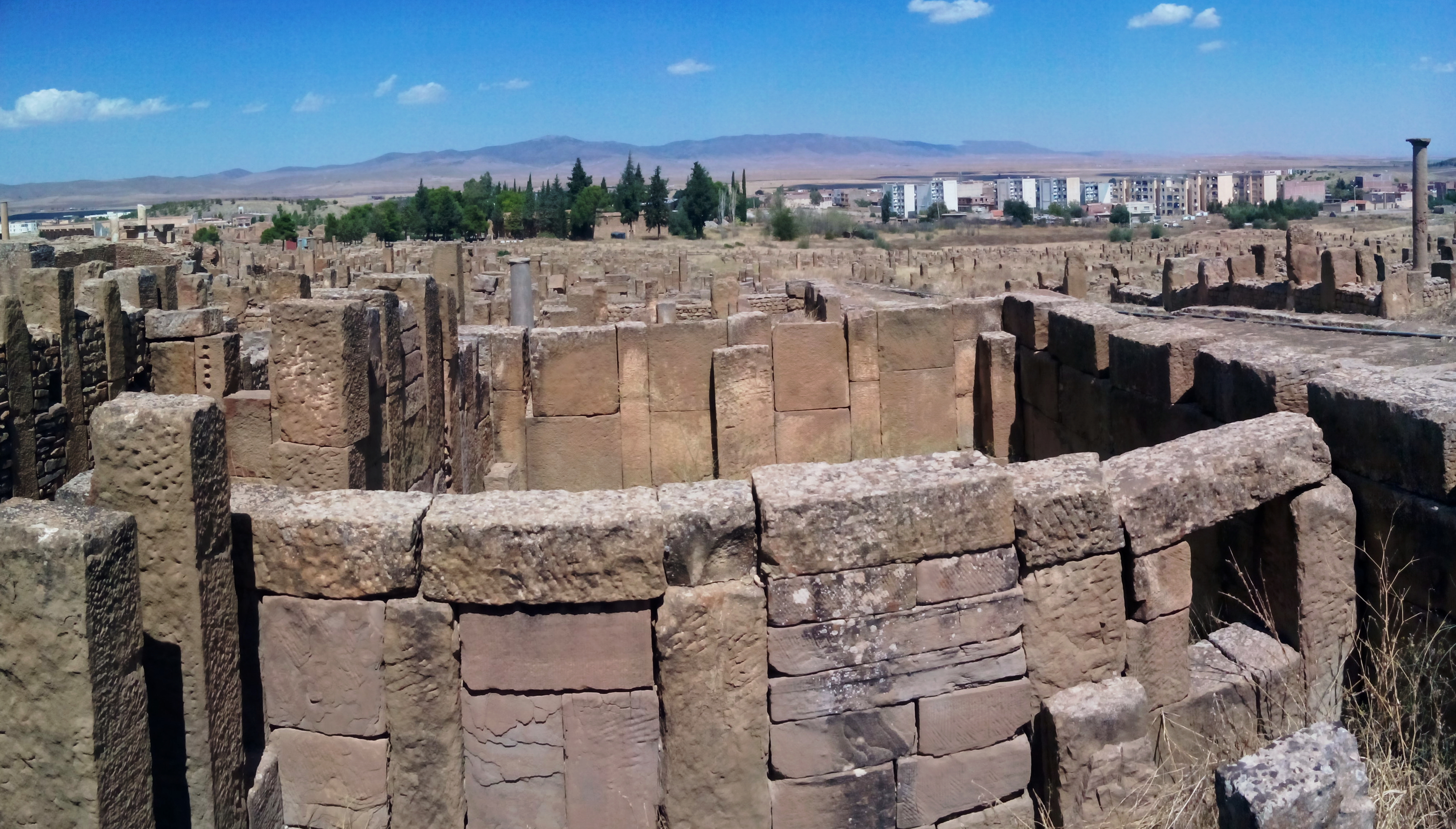
Maisons de la cité.

Il serait néanmoins impropre de penser que l'échelle sociale était uniquement reproduite dans la trame des quartiers : les riches maisons de l'aristocratie abritaient les esclaves du maître, et leurs boutiques étaient louées à des gens modestes, parfois pauvres[réf. nécessaire]. Il n'en reste pas moins qu'à Timgad l'essor de la ville s'est accompagné « d'une différenciation sociale des quartiers ». La demeure est un enjeu fondamental pour les aristocraties des cités, à Timgad, comme dans la plupart des cités de l'empire au IIe siècle, l'atrium a été remplacé par un péristyle. On y accède par un vestibule et il donne sur des espaces de réception : triclinium, oecus.[réf. nécessaire] Le faste du propriétaire peut s'exprimer en fonction de ses moyens et de l'espace disponible : les deux péristyles de la maison de Sertius, l'antichambre à colonnes du second, leurs ornements par des viviers renvoient aux pratiques de la grande aristocratie romaine. Les mosaïques, les fresques, l'ameublement participent aussi de la construction d'un cadre propre à montrer la puissance du propriétaire et à fonder, comme on l'a vu avec la demeure de Corfidius, un ancrage dynastique au sein des notables de la cité.[réf. nécessaire] On a noté, au demeurant, un souci des propriétaires de conserver les décors, au moins pour ce qui est des mosaïques. Les thermes privés, ceux de la maison de Sertius sont parmi les plus anciens, permettent aussi de recevoir clients et amis, ou peuvent être ouverts moyennant une somme modique aux habitants du quartier, mais ils permettent aussi au maître de maison de prendre son bain dans un cadre intime, dispositif reflétant « le besoin aristocratique de se tenir à l'écart de la foule et une nouvelle façon d'appréhender son corps caractérisée par l'affirmation de la pudeur ».

### Les bâtiments chrétiens
Comme dans la plupart des villes antiques d’Afrique, les bâtiments chrétiens se trouvent surtout à la périphérie de l'agglomération en raison de leur caractère tardif, mais aussi parfois de leur association avec des nécropoles. Un seul bâtiment chrétien a été identifié dans le centre-ville, il s’agit d’une chapelle aménagée à partir de l’atrium de la maison de Lucius Julius Januarius, non loin du forum.[réf. nécessaire]
Le plus grand ensemble chrétien se trouve autour de la basilique de l’ouest, séparé de la ville par un ravin. Cet édifice et ses dépendances sont souvent assimilés au quartier donatiste en raison de la présence, dans une des maisons du complexe religieux, sur une mosaïque commémorative, du nom d’Optat, identifié à l’évêque Optat.
La basilique présente un plan classique à trois nefs avec des dimensions considérables : 23 mètres de large sur 63 de long. La nef centrale se termine en abside et est précédée par un atrium. Ce dernier était décoré de colonnes à chapiteaux corinthiens, peut-être en réemplois. Au nord-ouest se trouvait un baptistère dont la cuve a été retrouvée en bon état, encore partiellement couvert de mosaïques polychromes aux motifs géométriques sur les marches, aux motifs floraux autour de la cuve.[réf. nécessaire] Au moins un ensemble thermal existait aussi dans ces bâtiments[réf. nécessaire]. Un sarcophage retrouvé dans la basilique témoigne d'aménagements permettant la réalisation de libations alimentaires, présentant ainsi une continuité remarquable avec les rites funéraires polythéistes, survivance qui pourrait s'expliquer, selon Henri-Irénée Marrou par le donatisme des fidèles de la basilique. Une chapelle annexe, longue de 26 mètres, est accolée au flanc gauche de la basilique.
Le fait que d’autres bâtiments basilicaux aussi importants aient aussi des baptistères témoigne sans doute de la division religieuse de la cité entre donatistes et catholique : le baptistère renvoie en effet d’ordinaire à la présence de l’évêque. Selon Courtois l’édifice catholique correspondait à l’église de la route de Lambèse. En fait, en l’absence d’inscription, il est impossible de distinguer un bâtiment donatiste d’un bâtiment catholique et les attributions des trois grandes basiliques de Timgad, du centre, du nord-ouest et de l’ouest restent incertaines.
La ville présente d’autres édifices chrétiens plus modestes, mais difficiles à dater entre le Ve siècle et le VIIe. Une grande partie de ces édifices fut élevée avec des matériaux de réemplois et de récupération : c’est le cas notamment d’une chapelle très ruinée retrouvée près du Capitole. La nécropole sud de la ville, où furent retrouvées près de 10 000 tombes, malheureusement la plupart très modestes et anonymes, était dominée par deux églises, l’une d’elles ayant été élevée entre 641 et 642 par Jean, duc de Tigisi. Le fort byzantin possédait aussi, bien sûr, sa propre chapelle.[réf. nécessaire]

### Les nécropoles

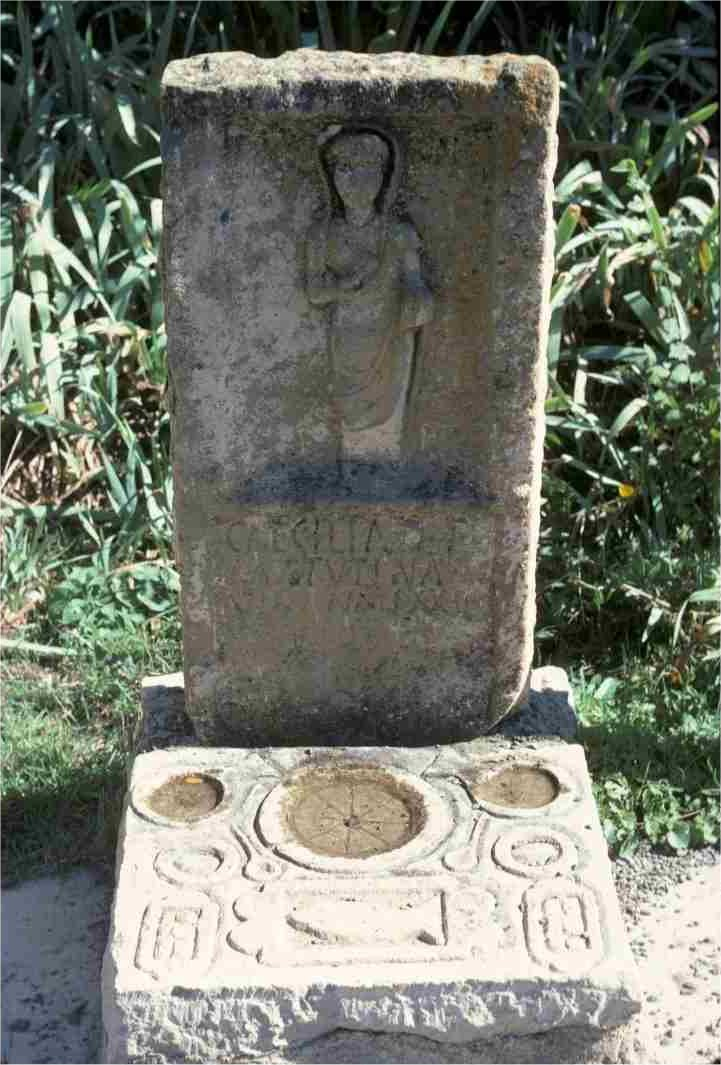
La stèle porte le portrait en pied de la défunte nommée Caecilia et une courte épitaphe ; elle surplombe une mensa (table) où est représenté un repas funéraire.

Comme toute ville romaine, Timgad était entourée de ses nécropoles : les sépultures ne pouvaient prendre place qu'en dehors de l'enceinte urbaine. La tombe du mime Vincentius rappelle précisément cette règle à Timgad :« « Vincentius est là, honneur des pantomimes , etc. il vit à tout jamais dans la bouche du peuple , etc.. Ici maintenant sous terre, il demeure devant les remparts. Vingt-trois ans, il a vécu sa fleur » ». Leur exploration ne fut cependant que tardive et incomplète : ce n'est qu'à partir de 1932 que les archéologues commencèrent vraiment à les dégager, après le dégagement du quadrilatère de la ville trajanienne. Aujourd'hui encore, les nécropoles sont donc très incomplètement connues, et si certaines ont souffert de l'érosion, il est possible de penser que des découvertes intéressantes restent à faire[réf. nécessaire]. En l'état actuel des connaissances l'une des nécropoles les mieux connues reste celle de la porte de Lambèse qui fut fouillée à partir de 1932 et donna lieu à une publication succincte,.
La nécropole en question se trouve à 150 mètres de la porte de Lambèse, et à environ 500 mètres de l'arc dit de Trajan. Son dégagement a révélé une grande diversité de tombes que les fouilleurs ont regroupées en cinq grands types.
| type | description. |
| ---- | --- |
| 1    | ce sont les tombes les plus modestes, mais aussi, et de très loin, les plus nombreuses, elles sont constituées de tuiles arc-boutées les unes contre les autres et couvrant la sépulture, une grosse pierre en avant de la tombe la distinguant et scellant le coffrage de tuile. Ces tombes sont en général anonymes. |
| 2    | c'est en fait un embellissement du type précédent, la pierre étant remplacée par un massif de blocage et parfois par une stèle inscrite qui peut-être encadrée dans une mensa, table funéraire destinée à recevoir les offrandes et à accueillir les repas funéraires.                                                 |
| 3    | ce sont des tombes à caisson (cupulae), un ou deux caissons de pierre semi-cylindriques sur un socle en pierre recouvrent la sépulture.[réf. nécessaire] |
| 4    | il s'agit là aussi d'un embellissement du type précédent, le monument se trouvant sur deux gradins, le corps étant plus bas que les gradins, placé sous des tuiles. |
| 5    | il s'agit d'une tombe qui appartenait à un monument funéraire de grande taille reposant sur un soubassement. La nécropole de la porte de Lambèse n'a livré qu'une seule tombe de ce type, c'est un type de sépulture qui correspond à la partie la plus riche de la population.                                        |

Les tombes sont en général des sépultures à incinération. Si la plupart du temps les tombes modestes ne livrent pas d'inscriptions, diverses observations ont été faites sur la répartition des épitaphes : les sépultures semblaient groupées par famille, au sens large, ainsi les Caecilii se voisinaient comme les Valerii ou les Terentii. Toutefois au sein d'une même famille, les tombes pouvaient être très disparates, très modestes ou plus luxueuses : cela pouvait correspondre à plusieurs branches de la famille, mais aussi aux tombes de la famille du maître et aux tombes de ses affranchis. Les nécropoles étaient le lieu de cérémonies et d'offrandes aux défunts, ces offrandes étaient souvent déposées sur des plats, parfois versées dans la tombe par l'intermédiaire d'un orifice.[réf. nécessaire] Ces offrandes étaient aussi l'occasion de banquets, coutume qui fut poursuivie à l'époque chrétienne, malgré le désaccord du clergé ainsi qu'en atteste Saint Augustin.

### La forteresse byzantine

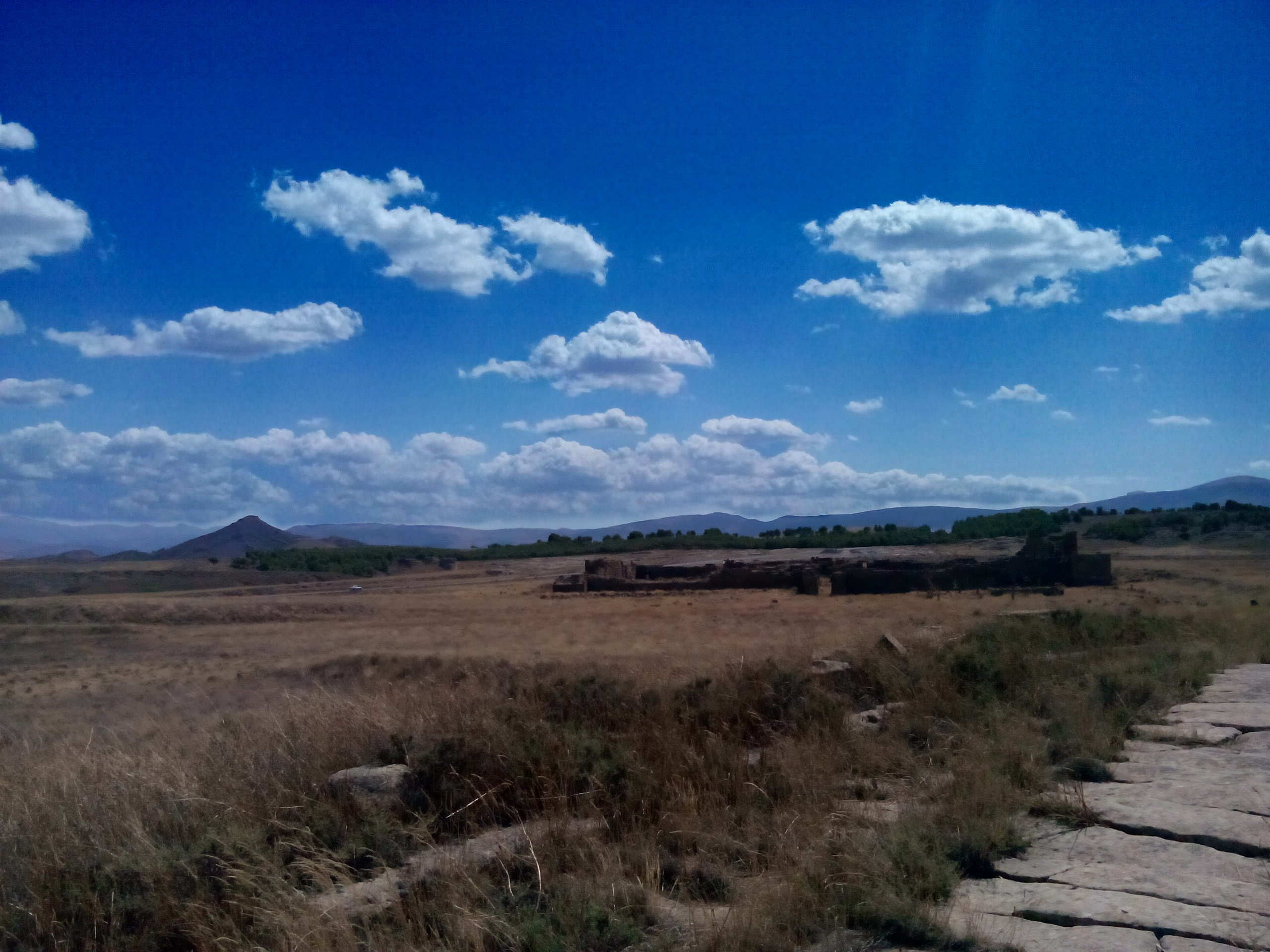
Fort byzantin, vue d'ensemble.

Le fort byzantin de Timgad, située à environ 250 mètres au sud de la ville, au-dessus du site du sanctuaire de l'Aqua septimiana dont de nombreux éléments furent réemployés pour en faire un château d'eau. Les résultats des fouilles ont été publiés par Jean Lassus en 1981. De plan rectangulaire qui tend vers un trapèze et protégé par de puissantes tours d'angle, son enceinte fut construite en 539 par le patrice Solomon. Conservée sur 14 mètres de hauteur, elle encadre un périmètre de 120 mètres par  80 mètres. La construction du fort utilisa de nombreuses inscriptions en réemploi. Le fort abritait des casernements dans sa partie orientale. La partie occidentale rassemblait les installations communes, un réservoir d'eau, une piscine du sanctuaire réutilisée, une chapelle édifiée sur le podium des temples antérieurs, des thermes pour la garnison. Ces derniers d'une surface de 200 mètres carrés ouvraient directement sur la place de la forteresse. La fouille de ces aménagements intérieurs s'est révélée très riche, car une épaisse couche de terre les avait protégés des injures du temps. Le mur de la forteresse est renforcé par huit tours et l'entrée principale se trouve près de la tour centrale nord. Le fort est composé d'une chapelle, d’une piscine, d’un bâtiment pour l'état-major qui est situé entre le bain et la chapelle et d’une cour d’honneur. La piscine a été transformée en château d'eau.

### Les inscriptions latines

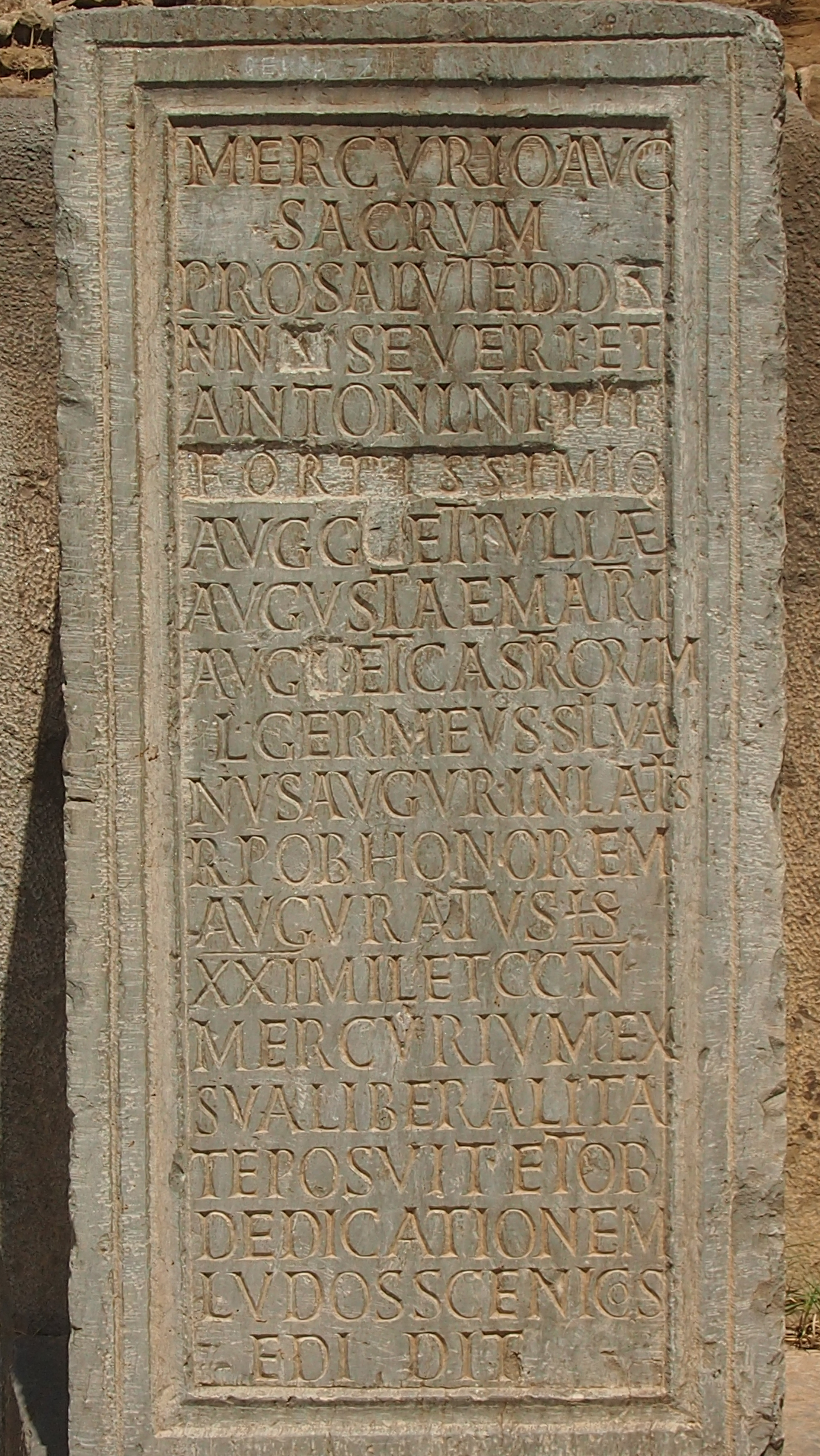
inscription impériale d'Antonin le Pieux.

Durant les fouilles de l'année 1941, dans la partie ouest du Fort byzantin, une  dédicace à Jupiter a été  trouvée, l'autre a été inscrite sur une pierre de calcaire bleu, elle se trouvait le long d’un petit mur parallèle à l'ancien Musée au côté sud. Au Fort byzantin, la dédicace à Mercure Auguste a été localisée lors des fouilles entre 1945 et 1946, sur la voie centrale est-ouest, côté est.
À l'intérieur de l'Ancien Musée se trouvait un petit autel de calcaire bleu qui porte la dédicace à Mercure Silvain. En Afrique, les dédicaces religieuses honorent ensemble  Mercure et Silvain. La dédicace à Caelestis figure parmi les fragments repérés au dépôt de la Porte Nord de Timgad. Sur la face ouest du Fort byzantin, la dédicace à la Dea Patria a été trouvée, les lettres sont peintes en rouge. Une autre aurait été localisée à l'emplacement du sanctuaire principal du fort durant les fouilles de 1942 sous forme de  base hexagonale de calcaire blanc, contenant une partie arrondie qui sert probablement de support à une statue. Une autre inscription est trouvée, elle représenterait une commémoration à une offrande par des citoyens de Timgad à Dea Patria. Dans la représentation, on y voit une défense d'éléphant, un médaillon en terre cuite. Ce médaillon ressemblerait à une figure au Musée de Timgad, cette figure représente une femme couronnée d’une dépouille d'un éléphant et elle tient dans le bras gauche une cornucopia et sur sa main droite un vexillum.
Le fragment de base dédié au Génie de la Colonie a été trouvé lors des fouilles de 1941 au Fort byzantin sur la face ouest. Et en 1942, une autre a été détectée à l'est du bassin du fort byzantin. Une des dernières dédicaces au Génie de la Colonie a été localisée à l'entrée de la curie pendant les fouilles de 1945 et 1946. Plusieurs ex-voto ont été trouvés à l'ancien musée sur le mur  nord et sur l'une  des vitrines. La dédicace à Fortune Vénus Aug a été retracée à l'ouest dans la maison de Gorfidius, vers l'ouest, près de la porte nord.
La curia Commodiana de Timgad, qui comprend cinquante-deux curiales, s'est adressée à Diane Auguste en 211 à 212.
Plusieurs inscriptions impériales ont été récupérées sous forme de fragment lors des fouilles au fort byzantin, au mur sud de l'Ancien Musée, à proximité de la chapelle du patrice Grégoire en 1937, au Forum, au dépôt lapidaire de la Porte nord et dans des maisons avoisinant le site de Timgad.

### Mosaïques
235 pavements de mosaïque ont été répertoriés dans le site de Timgad par Suzzane Germain et ont fait l'objet d'étude. L’ensemble des mosaïques  géométriques et florales a été probablement créé dans un atelier à Timgad à partir des premières années du IIIe siècle. Cet ensemble sert au décor des maisons des riches et des thermes durant le IIIe siècle et IVe siècle. Les mosaïques des églises byzantines auraient été faites entre le IVe siècle et VIe siècle.

## Historique des fouilles

### Redécouverte du site

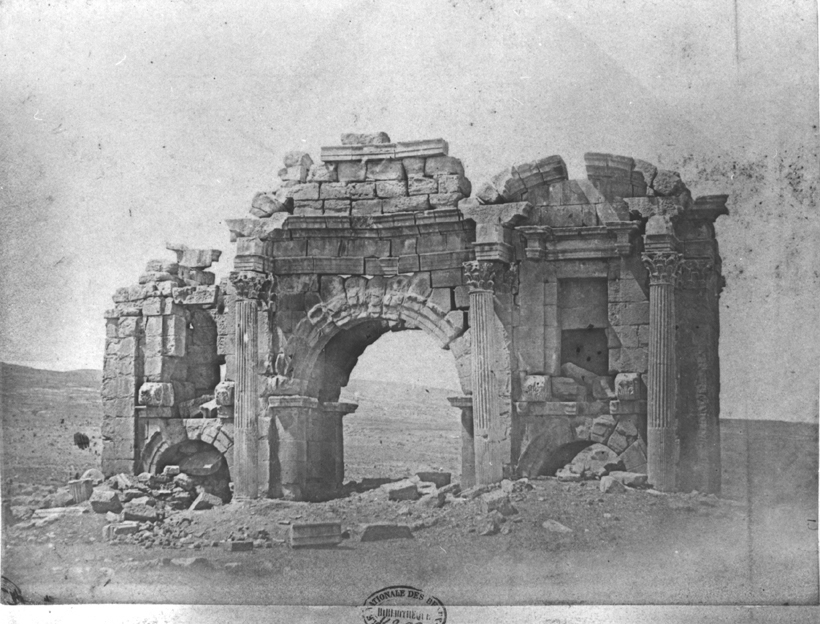
Arc de Trajan en 1880.

C'est en 1765 que le voyageur anglais James Bruce signala le premier l'existence de ruines romaines importantes à Timgad. De fait, seuls les monuments les plus importants émergeaient (le sommet de l'arc de Trajan, le capitole, le théâtre et la forteresse). Les dessins que Bruce fit du site ne furent toutefois diffusés qu'à partir de 1877. Le site fut par la suite visité par Louis Renier en 1851 dans le cadre d'une mission épigraphique. Il récolta soixante-dix inscriptions et repéra le forum. La mission de Renier fixa des orientations historiographiques durables, en particulier l'idée que les vétérans de Timgad devaient avoir un rôle militaire contre les autochtones : la redécouverte de Timgad se faisait désormais dans le contexte colonial français et en a été profondément marquée. Émile Masqueray visita Timgad en 1875, donnant l'année suivante un long rapport dans la Revue africaine. Il décrivait la ville en détail, signalant de nombreux monuments et publiant nombre d'inscriptions nouvelles, en particulier l'album des décurions. Quelques années plus tard, en 1880, une véritable exploration archéologique des ruines commença.

### Les fouilles françaises

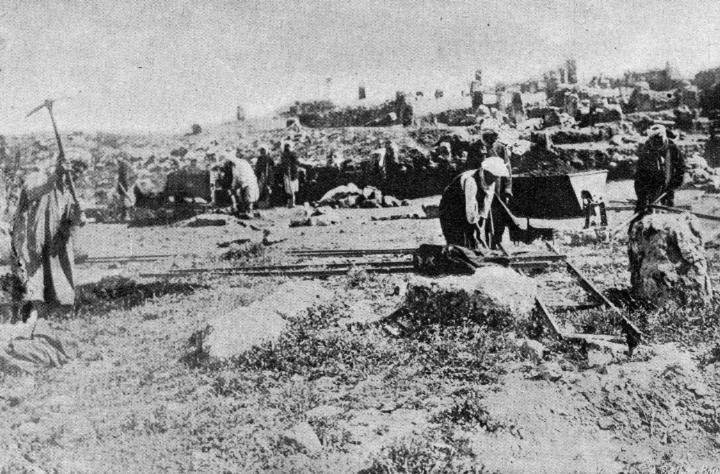
Fouilles du site.

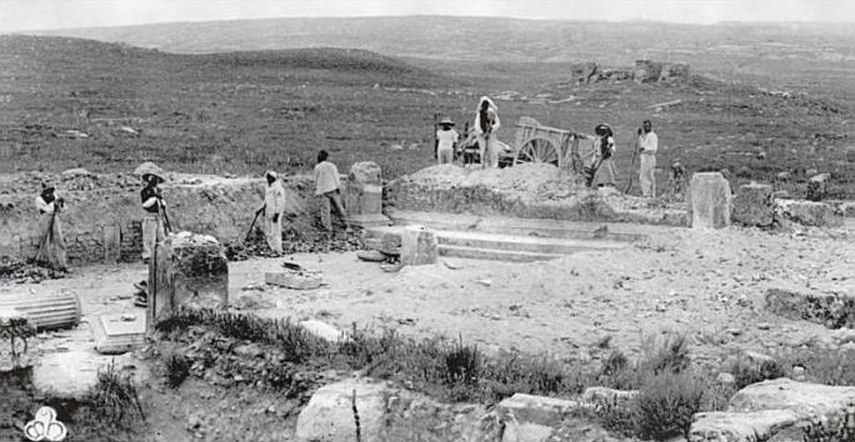
Chantier de fouilles vers 1893.

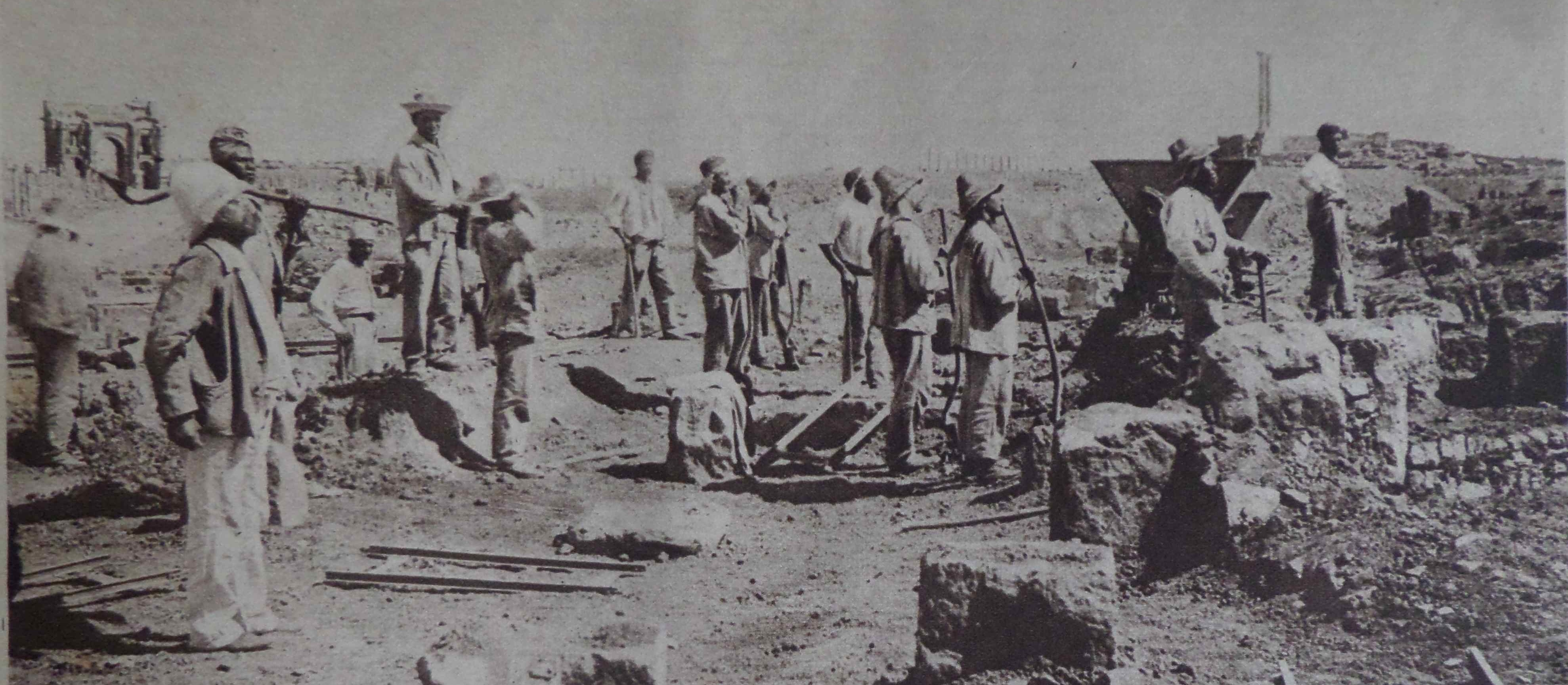
Les pénitenciers militaires aux fouilles.

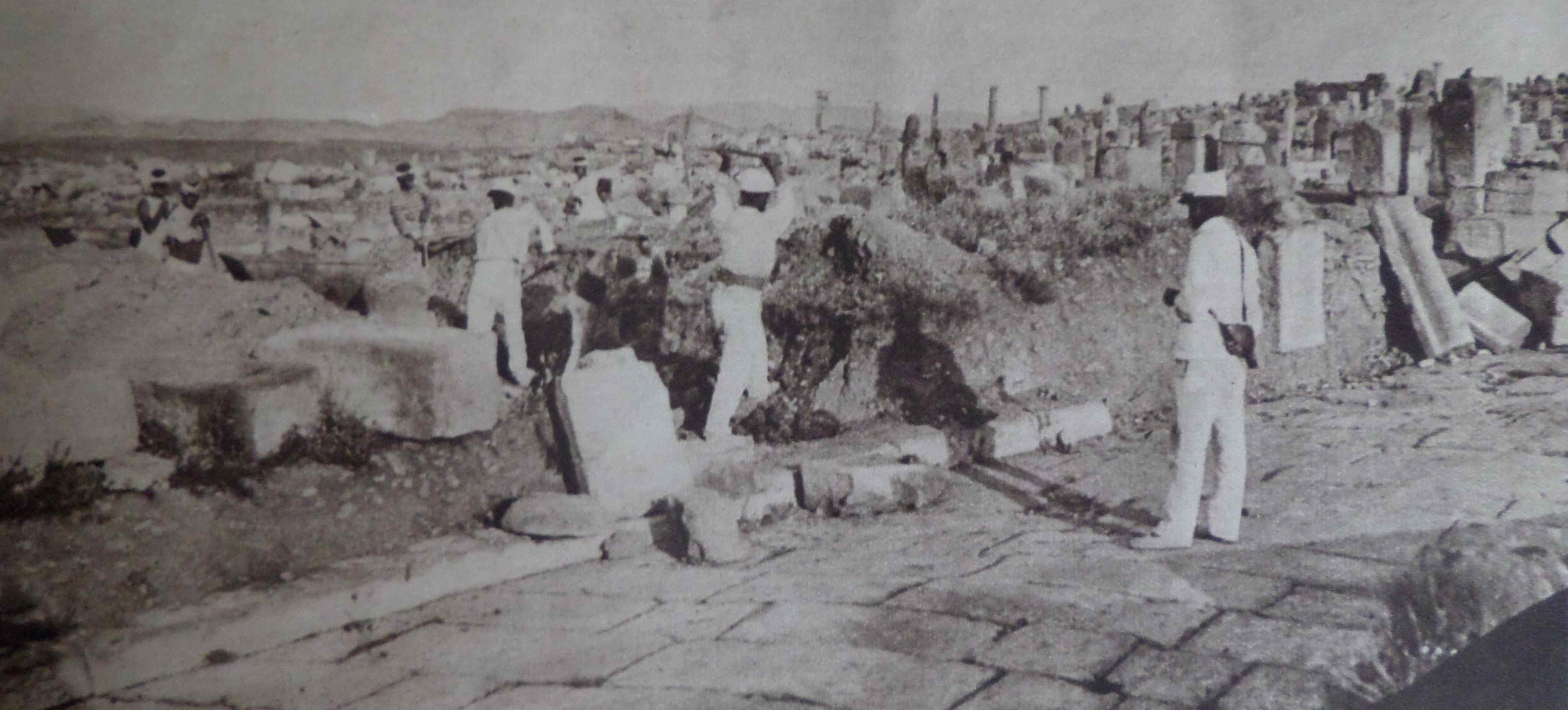
Les Disciplinaires aux fouilles.

C'est sur décision du ministère de l'instruction publique et des beaux-arts que des fouilles commencèrent, dans les années 1880 à Timgad, ainsi un poste d'architecte en chef des monuments historiques d'Algérie a été créé, dans le but de gérer le service des monuments historiques d'Algérie et de s'occuper des chantiers de fouille et de restauration.
L'architecte en chef effectue, chaque année, une tournée de quelques semaines pour rédiger un rapport et devait l’envoyer au Ministère de l'Instruction publique et des Beaux-arts et au gouverneur général à Alger. De Paris viennent les instructions sur les travaux à entreprendre et les informations  concernant les fouilles sont stockées. La Chaire d'Histoire et d'Antiquités de l'Afrique de l'École supérieure des Lettres d'Alger a une seconde autorité sur l'intervention au niveau de l'organisation des chantiers de fouilles et des musées.
Edmond Duthoit, qui réside en France, est le premier à prendre la direction des travaux pour le déblayage de Timgad. Albert Ballu lui succède après son décès en 1889, il reste trente-huit ans à la tête du Service des Monuments historiques de l'Algérie, pendant lesquels il entreprend la restauration de plusieurs monuments romains et organise les plus importants chantiers de fouilles de l'Algérie (Timgad, et Djemila). Il rédige alors chaque année un rapport faisant état de l'évolution des travaux publié dans le Journal officiel de la République française pour le ministère de l'Instruction publique et des Beaux-arts.
En 1927, c'est Marcel Christofle qui est devenu architecte en chef. Il a été nommé par le gouverneur général d’Alger. Son fils, Marcel-Henri Christofle travaille avec lui. À Timgad, en 1938, ils ont réalisé, avec l'aide de l'Entreprise Perret, le musée. Marcel-Henri Christofle devient à son tour l'architecte en chef des monuments de l'Algérie.
Les fouilles entreprises vers la périphérie du site, dans la région du fort byzantin et de la nécropole du sud, ont été dirigées par Charles Godet, inspecteur des Monuments historique à Timgad depuis trente ans. Les recherches ont été ralenties par son décès en 1945. Par la suite, René Godet succéda à son père à la tête des fouilles du site. Après sa nomination, il meurt dans un accident d'hélicoptère au début de la guerre d'indépendance algérienne. La mort de René Godet a laissé un vide énorme pour la recherche ; il fallait reprendre le projet de Louis Leschi pour publier les recherches du fort byzantin. Leglay est alors chargé de la publication des recherches pour le fort byzantin et Jean Lassus se charge de l’étude de la forteresse, selon le rapport publié en 1955.
À partir de 1948, la nécessité de protéger le site archéologique et de loger au mieux les habitants de Timgad a conduit au projet de la construction d’une ville nouvelle, conçue selon les normes de l’architecture contemporaine. Les Services de l'Urbanisme et des Antiquités de l'Algérie décident de la création d'une nouvelle ville afin de sauvegarder le site étalé sur 60 ha de ruines et aussi de regrouper une population agricole dans un réseau urbain moderne.
Après l’échec d’un premier projet, la conception et la construction de la nouvelle cité furent confiées à Roland Simounet en 1957, la ville nouvelle devait être construite à 1 000 m au nord des ruines de la ville romaine. Simounet proposa une ville aux rues étroites occupant une superficie de 6 ha, utilisant une architecture aux formes simples adaptées à l’environnement local et aux conceptions modernes pour le bien-être des habitants. La construction fut menée à bien malgré la guerre d’Algérie et ses restrictions grâce à l’usage de plusieurs techniques utilisant des matériaux locaux.

### Les fouilles depuis 1962 et préservation du site

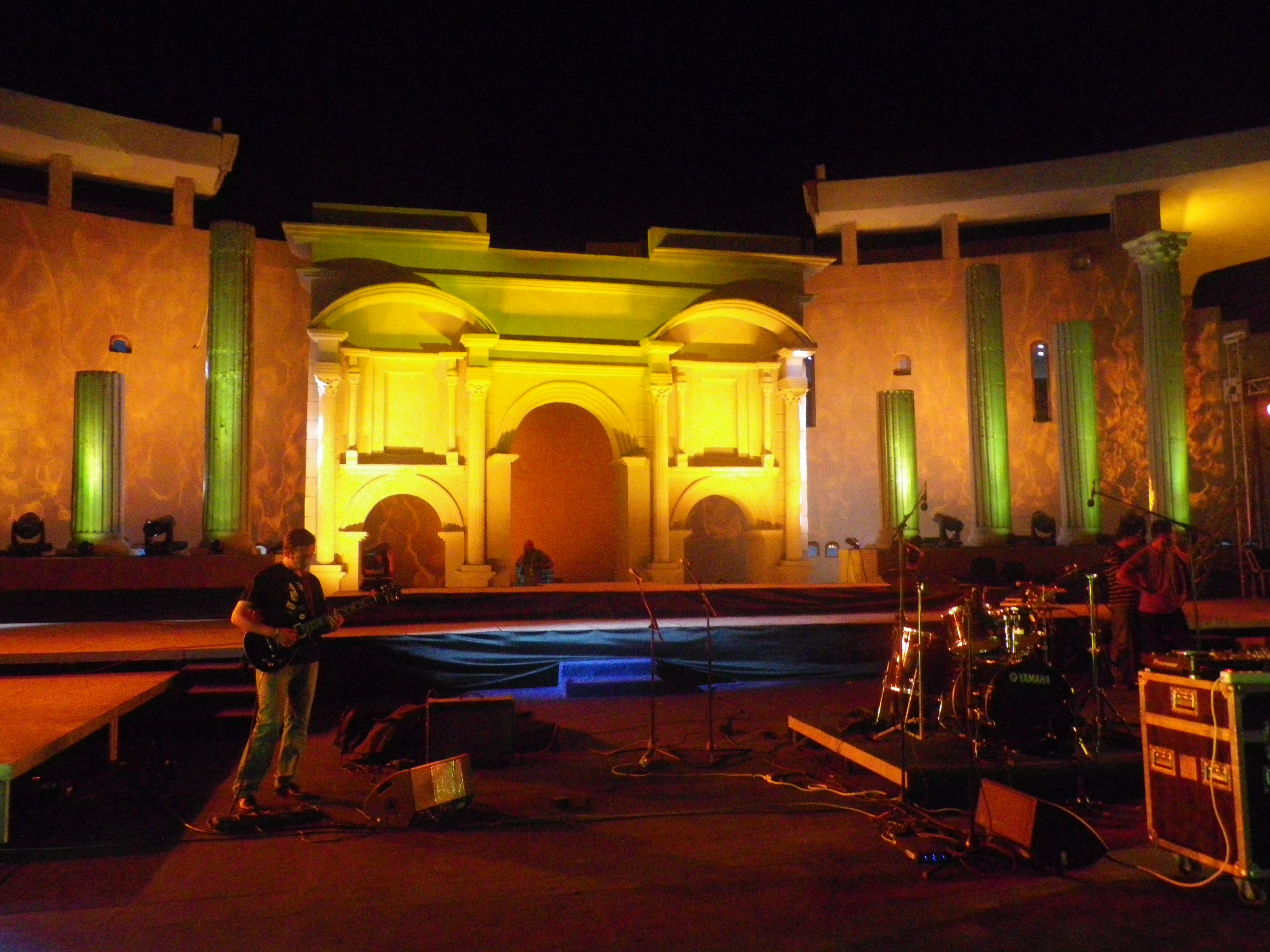
Le nouveau théâtre du Festival International de Timgad

Classée au patrimoine mondial de l'UNESCO, la ville de Timgad n'a pas fait  l'objet de fouilles depuis 1962. La conservation et la restauration du site ne sont pas sans poser problème. Timgad est exposée aux dégradations climatiques et humaines. Conservation et valorisation du site suscitent des inquiétudes et des débats.
Des critiques ont été formulées de manière récurrente à l'occasion de l'organisation du festival annuel qui avait lieu dans les ruines et pouvait les dégrader, à cause des nombreux visiteurs, qui exercent une grande pression sur le sol de la cité due à l'escalade et au piétinement des structures fragiles, des passages répétés d'engins et de véhicules de service sur des structures vulnérables, des graffitis et des déchets.

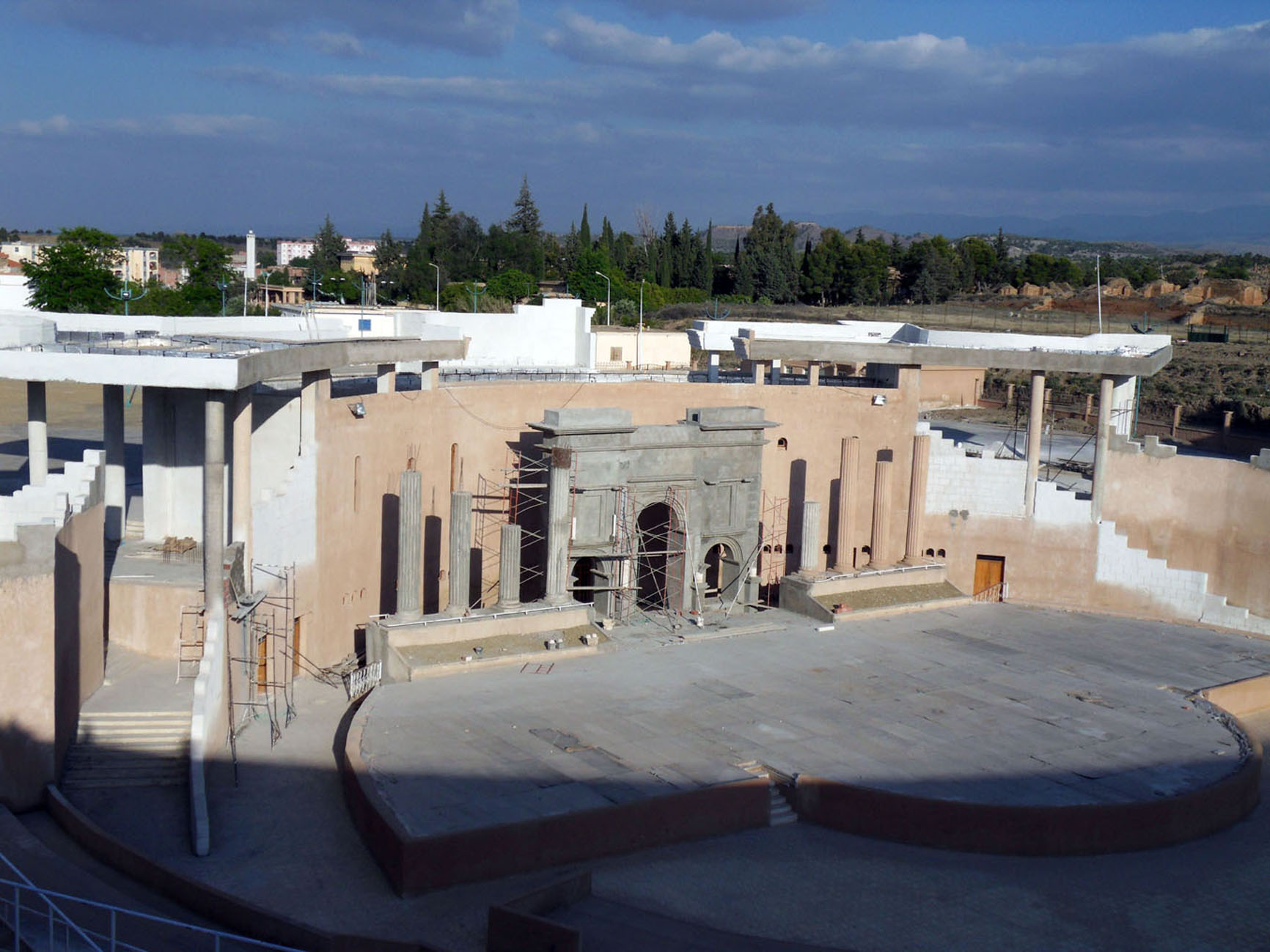
État de construction de la nouvelle scène.

En 2001, dans le cadre d’une évaluation générale de la conservation des mosaïques antiques en Algérie, Ferdi Sabah notait un état de conservation satisfaisant pour les mosaïques de Timgad, à la différence d’autres sites du patrimoine algérien comme Lambèse, Sétif ou Tébessa. Parmi les causes de dégradations sans compter les causes des phénomènes naturels, comme les tremblements de terre ou intempéries qui n'ont jamais eu d'impact sur le site, il y a l’insécurité des régions rurales, le manque de spécialistes en restauration, le manque d’intérêt culturel pour les antiquités, les difficultés d’un pays émergent.
Un nouveau théâtre a été érigé à proximité du site, à l'imitation du plan du théâtre romain, d'une capacité de 5 000 places, en réalisation sur un terrain de 6 497 m2, ce projet, inscrit en 2007 à l'indicatif du secteur de la culture pour une première enveloppe de 10 millions de dinars algériens, sera mené à son terme au moyen d'un financement qui peut atteindre 240 millions de dinars, a-t-on également précisé. Ce sera la première fois que les soirées de ce prestigieux festival se tiendront en dehors des vestiges du théâtre romain. Il est destiné à accueillir le festival international et doit donc participer à la préservation du site. Financé à partir de 2007 et correspondant à des travaux d'une valeur de 251 millions de dinars algériens, il est opérationnel depuis l'édition de 2010 du Festival international. Toutefois des critiques ont été formulées quant à son emplacement et sa pertinence si près du site.
Sur le plan juridique il y a trois lois, la 1re est la loi no 90-29 du 1er décembre 1990 relative à l'aménagement et l'urbanisme, qui vise une disposition particulière applicable à certaines parties du territoire, comme le mode de clôture, l'aménagement, la sauvegarde et la mise en valeur de l'environnement du patrimoine naturel, culturel et historique,. La 2e loi no 90-30 du 1er décembre 1990 (Portant loi domaniale) qui classe les monuments publics, les musées et les sites archéologiques comme étant un domaine public artificiel,. La 3e est la loi no 98-04 du 15 juin 1998 relative à la protection du patrimoine culturel, qui définit le patrimoine culturel, et les règles de sa protection, de sa sauvegarde et de sa mise en valeur,, et le plan directeur d'aménagement et d'urbanisme de la commune de Timgad,.
Le site archéologique est mis sous le plan de protection et de mise en valeur des sites archéologiques (abrégé : PPMVSA), un instrument juridique et technique qui détermine toutes les actions de conservation et de gestion du bien. Le décret exécutif no 03-323 est paru dans le journal officiel et a été signé par Ahmed Ouyahia,.
L'Office de gestion et d'exploitation des biens culturels est l'organisme de gestion du site en collaboration avec la direction de la culture de la wilaya de Batna. Il a pour but de mettre à exécution toutes les missions de service public de protection, d'entretien, d'inventaire et développe des programmes de valorisation et de promotion,.

## Musée de Timgad
|                                                    |  |  |
| La même sculpture devant le musée en 2012 et 2014. |  |  |

Situé à l'entrée du site, le musée conserve et présente de nombreuses sculptures, mosaïques, inscriptions ainsi que des petits objets (poteries, lampes, verrerie, ustensiles en bronze, monnaies, fibules) trouvés dans la fouille du site ou de ses environs. On y accède par une vaste cour, agrémentée de colonnes et de statues.

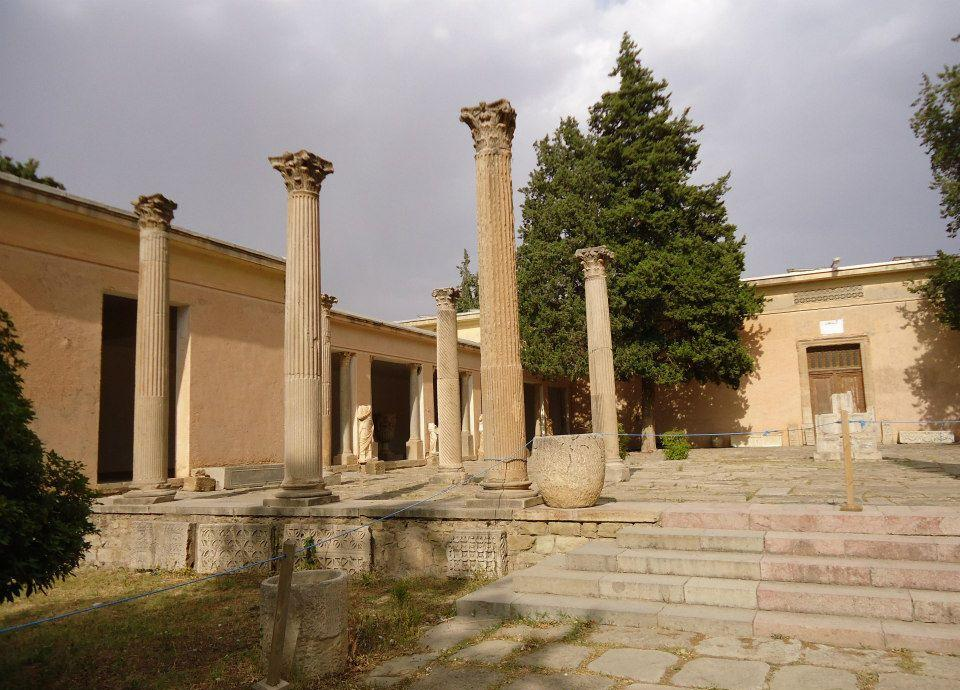
Cour du musée.

 On peut admirer des sculptures de divinités gréco-romaines, comme pour les bustes de Mercure et d'Apollon, la statue de la Fortune, les têtes de Sérapis et d'Esculape provenant du fort byzantin. Des bas-reliefs, des stèles dédiés à Saturne (Baal Hammon des Numides) provenant des environs de Timgad et de Lambafundi, sont exposés. Le musée possède une statue de l'empereur Lucius Verus, des nymphes soutenant des coquilles trouvées dans les thermes du Sud. À l'intérieur du musée, un vase colossal représente le sacrifice et l'Amour de Psyché et enfin figurent de nombreuses inscriptions.
Une porte, qui fut celle de la chapelle de Patrice Gréoire, donne accès à des salles, où sont exposées de nombreuses mosaïques qui ont servi de décoration et qui ont été souvent retrouvées dans les thermes ou dans des  riches demeures privées, comme la mosaïque Neptune sur son char, Vénus, Diane au bain, etc. Le musée est un élément important de la préservation du site et de ses richesses, il a cependant dû faire face à un vol dans la nuit du 27 septembre 1993. En 2001 , un autre vol a été  signalé par la Gendarmerie nationale algérienne à la suite de la disparition du portrait de l'empereur Hadrien,.

## Filmographie
- 2017 : Timgad de Fabrice Benchaouche[33].